# Mercedes-Benz Sprinter
Der Mercedes-Benz Sprinter ist ein Kleintransporter der Marke Mercedes-Benz der Mercedes-Benz Group.
Er trat ab 1995 die Nachfolge des Mercedes-Benz T 1 („Bremer Transporter“) an und wurde 1995 auch zum Van of the Year gewählt. Ab 2006 gab es den Sprinter in zweiter Generation. Die dritte Generation kam im Juni 2018 auf den Markt. In Nordamerika wurde der Sprinter sowohl unter der Marke Freightliner und zeitweise auch unter der zu Chrysler gehörenden Marke Dodge, jeweils als Sprinter angeboten. Seit 2018 wird er weltweit nur noch als Mercedes-Benz vertrieben. Der Sprinter wurde von 1996 bis 2016 – mit anderen Motoren ausgestattet und äußerlich leicht modifiziert – bis 2006 als VW LT (Generation 2) und von 2006 bis 2016 als VW Crafter angeboten. Seit November 2016 gibt es den VW Crafter als Eigenentwicklung und aus eigener Produktion des Volkswagen-Konzerns.

## T1N 1995–2006 (W 901–905)

### Allgemeines
Der komplett neu entwickelte Sprinter in erster Generation unterschied sich äußerlich stark vom Vorgängermodell („Bremer Transporter“). Auffällig ist die schräg verlaufende Motorhaube im Unterschied zur kantigen „Schnauze“ des T1. Der Sprinter wurde mit drei unterschiedlichen Radständen sowie zwei verschiedenen Höhen angeboten und bietet ein Transportvolumen von bis zu 17 Kubikmetern.
Der Sprinter wurde in Zusammenarbeit mit Volkswagen entwickelt und daher unter den Markennamen VW LT von VW und als Sprinter für Mercedes-Benz, Dodge und Freightliner von Daimler angeboten. Während der Sprinter in seinem Lebenszyklus mehrere Facelifts erfuhr, wurde der VW LT seit seinem Produktionsbeginn praktisch unverändert produziert. Das war einer der Gründe, warum der Sprinter weitaus besser verkauft wurde als der LT, sein Name definiert praktisch die Klasse der großen Vans. Der Sprinter wurde in den Mercedes-Benz-Werken Düsseldorf, Buenos Aires (Argentinien) sowie in Ho-Chi-Minh-Stadt in Vietnam (CKD-Montage) produziert.

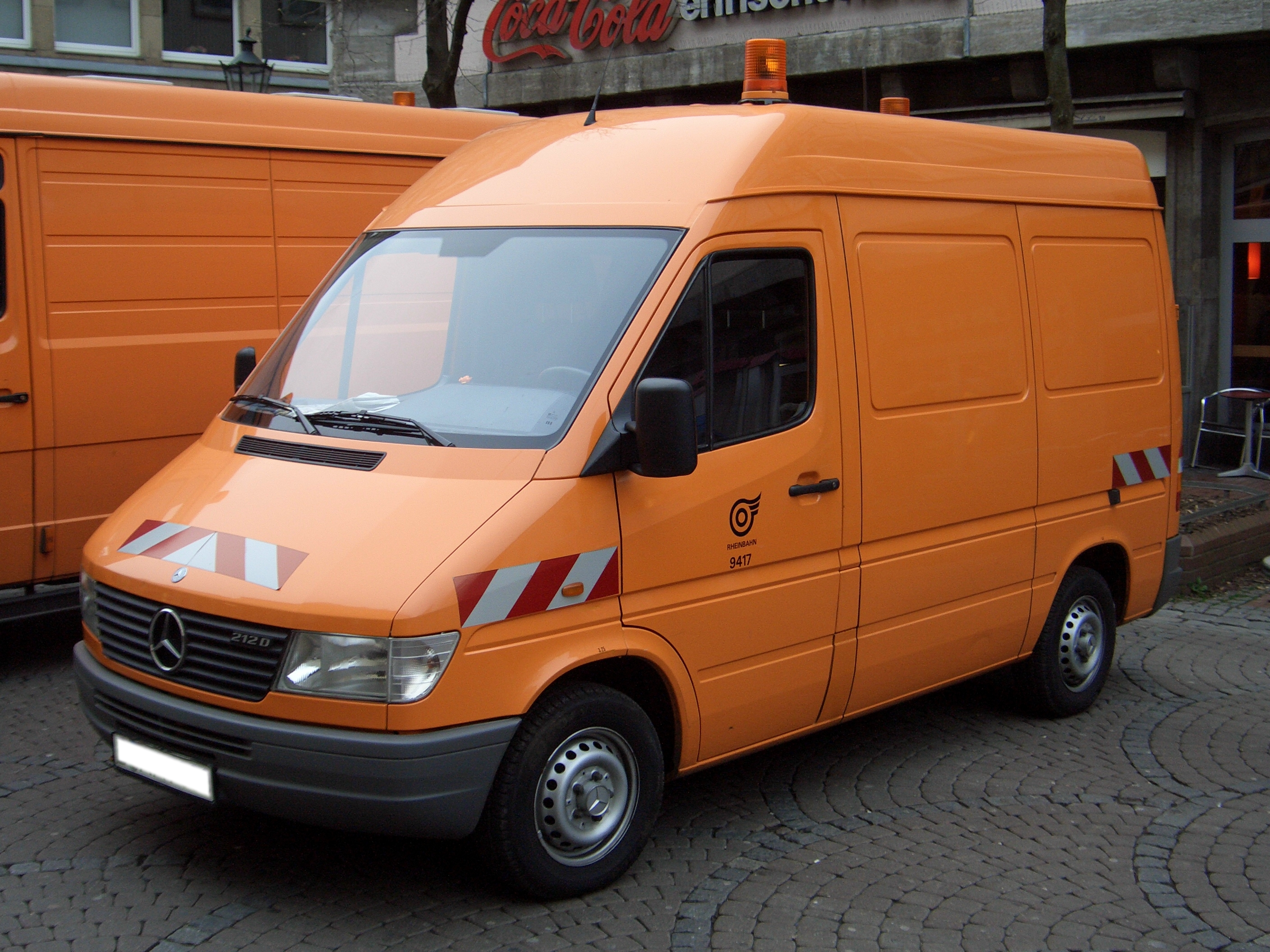
Mercedes-Benz Sprinter 212 D
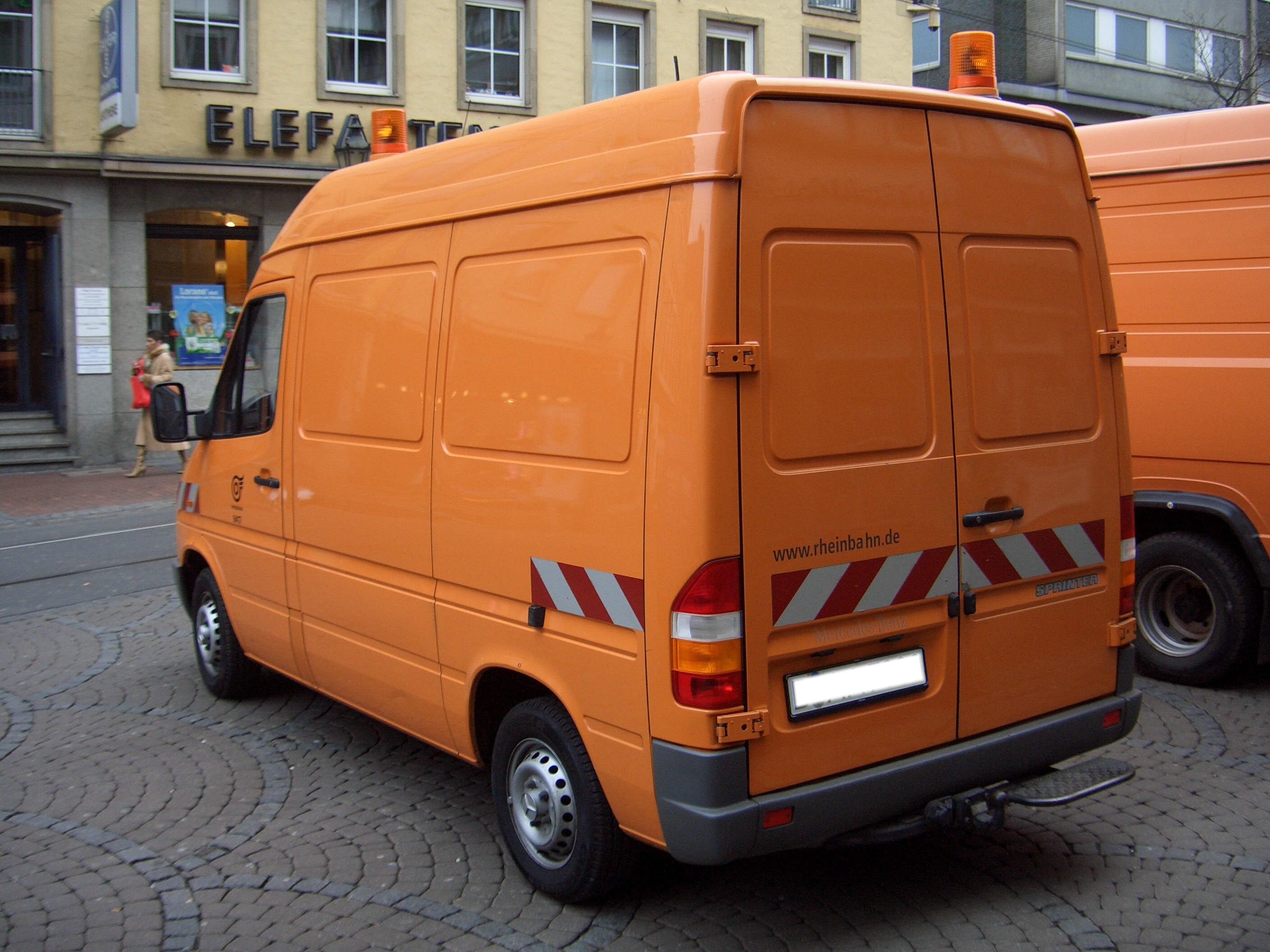
Mercedes-Benz Sprinter 212 D Heckansicht
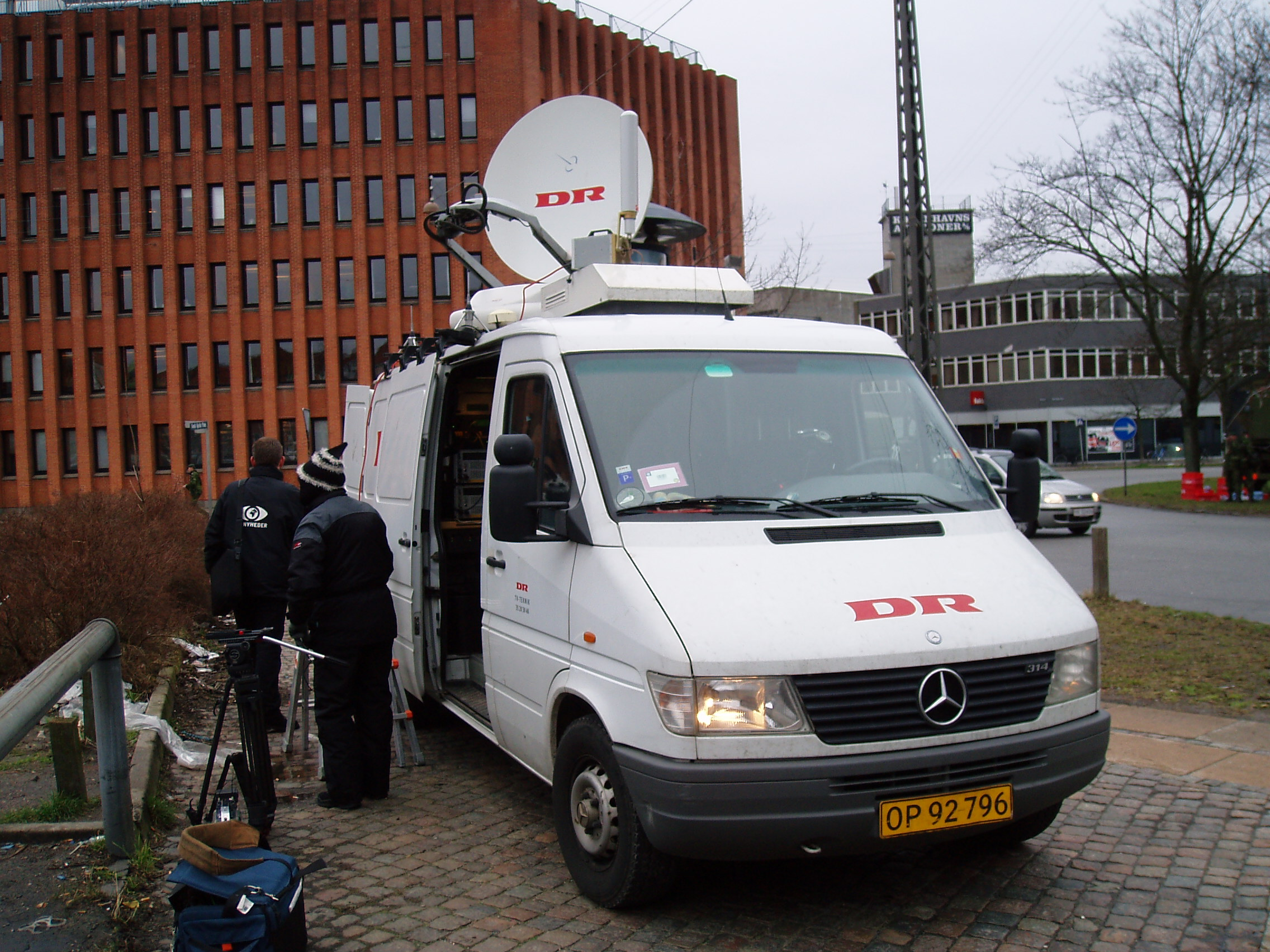
Mercedes-Benz 314
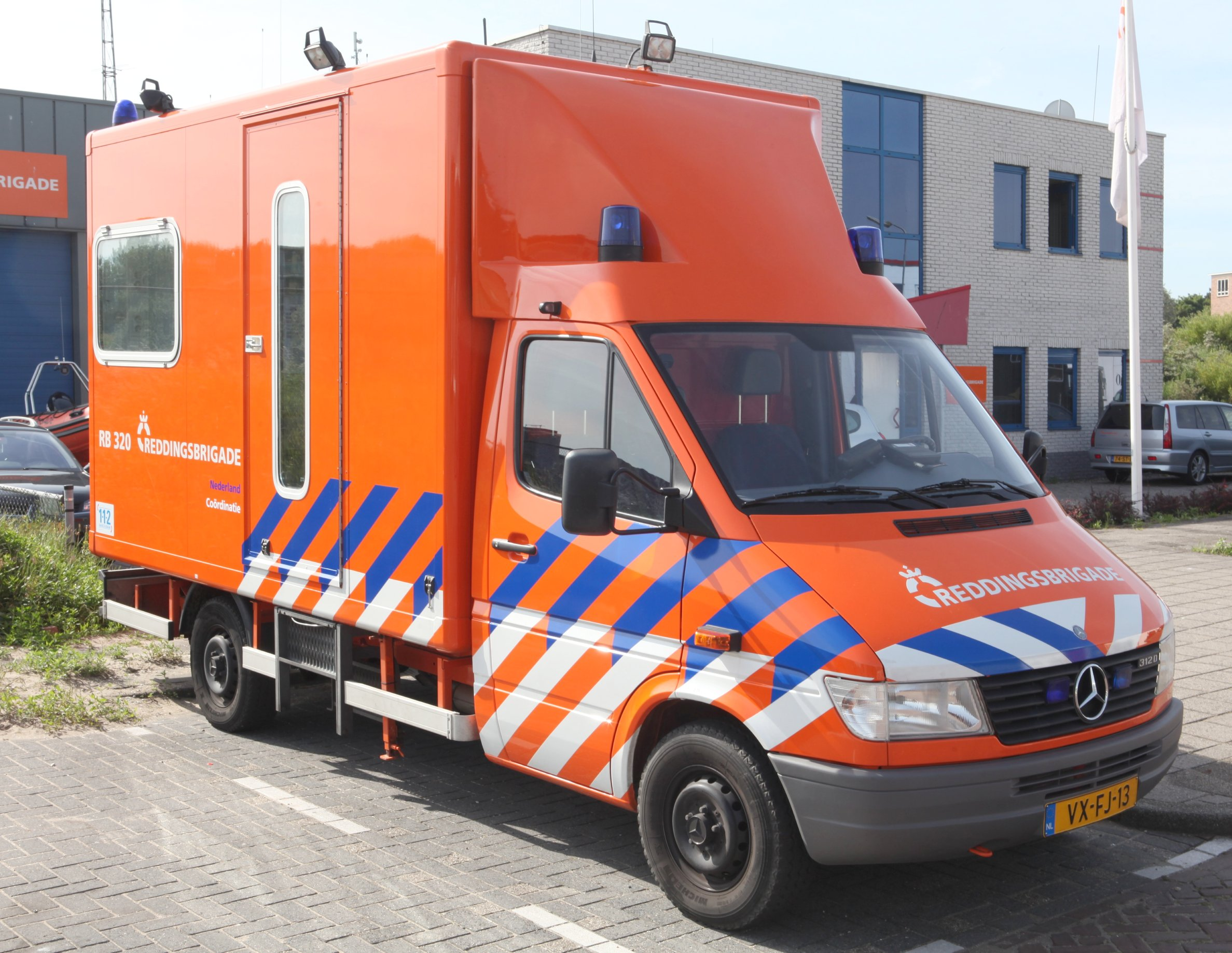
Mercedes-Benz 312 D

### Modellpflege
Beim ersten Facelift im Februar 2000 wurde vor allem die Frontpartie verändert. Der Mercedes-Stern ragte nun in die Haube hinein und die Gestaltung von Scheinwerfern und Blinkern wurde stromlinienförmiger gestaltet. Das Armaturenbrett wurde einschließlich eines neuen Kombi-Instruments und eines in das Armaturenbrett integrierten Schalthebels komplett neu gestaltet. Ferner wurde die Elektrik auf CAN-Bus umgestellt. Beim zweiten Facelift im Herbst 2002 bekam der Kühlergrill eine in Wagenfarbe lackierte Einfassung und die Rücklichter wurden zweifarbig ausgeführt.
Nach 2006 wurde der T1N für einige Exportmärkte weiterhin noch im Mercedes-Benz-Werk Argentinien gebaut. In Ägypten, Algerien, Brasilien und Sudan wurde der T1N dagegen von Manufacturing Commercial Vehicles weiterhin noch für einige Jahre produziert.
Die Typenbezeichnung W 901 beschreibt die erste Baureihe von 1995 bis 1997. Ab 1998 erhielten die Fahrzeuge die Typenbezeichnungen W 902 bis W 905, abhängig von der zulässigen Gesamtmasse des jeweiligen Fahrzeuges. So sind Modelle 2** = W 902, 3** = W 903, 4** = W 904 und 6** = W 905. Die Sternchen der Modelle sind durch die Motorleistung auf gerundete 10 PS, mit Wegfall der letzten Ziffer „0“ zu ersetzen.
Für die Sprinter W 901, W 902, W 903 und W 904, Modellbezeichnung mit der Zahl 2, 3 oder 4 beginnend, stehen die gleichen Motoren zur Auswahl.

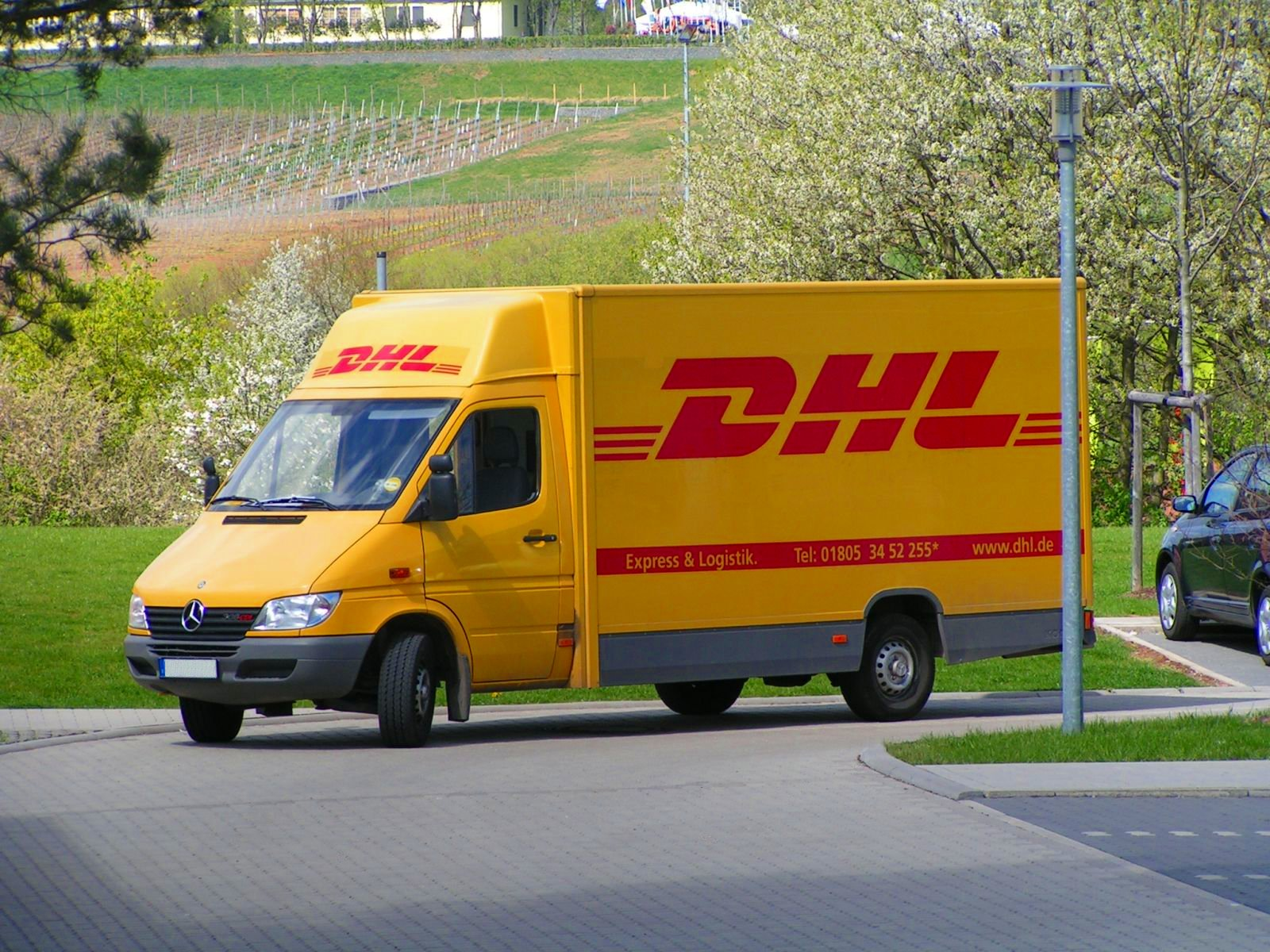
Sprinter mit Kofferaufbau für den Paketdienst
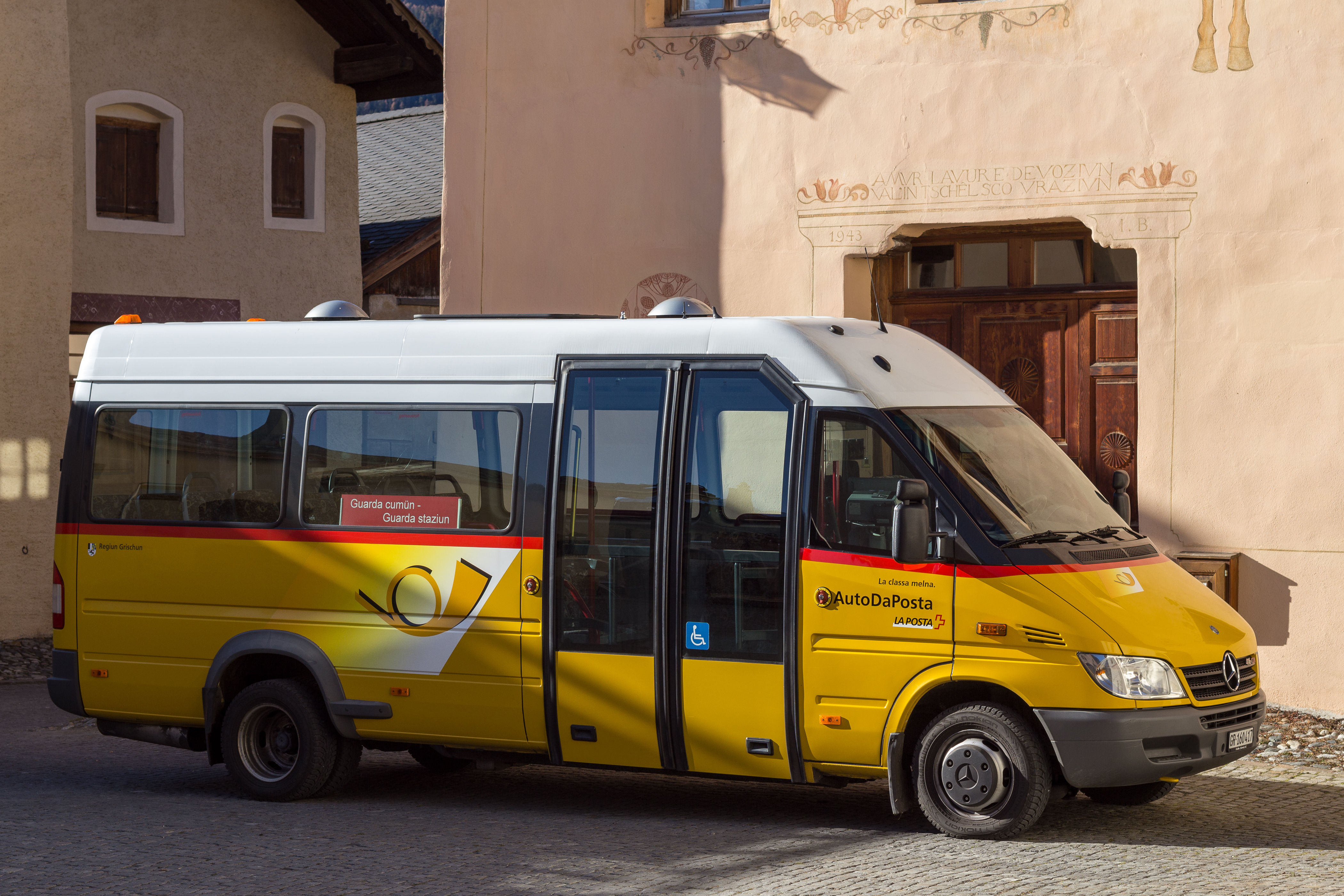
Mercedes-Benz Sprinter 416 CDI, AutoDaPosta
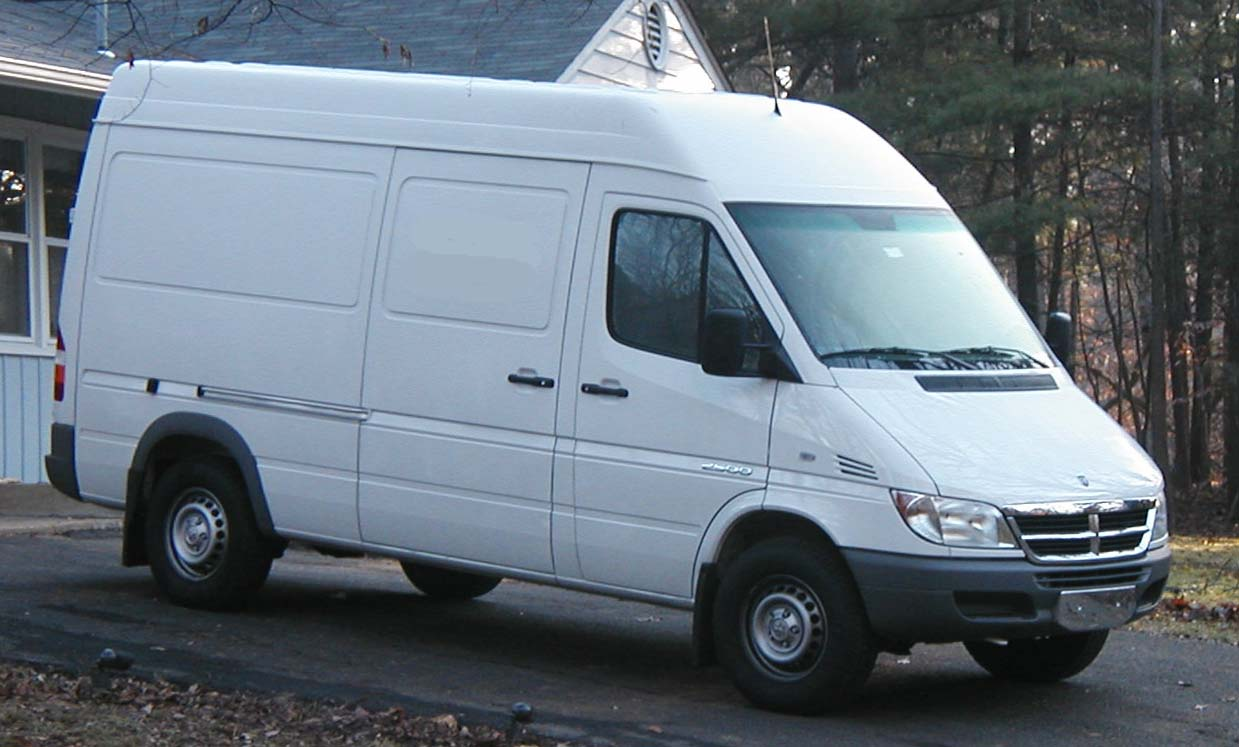
Dodge Sprinter
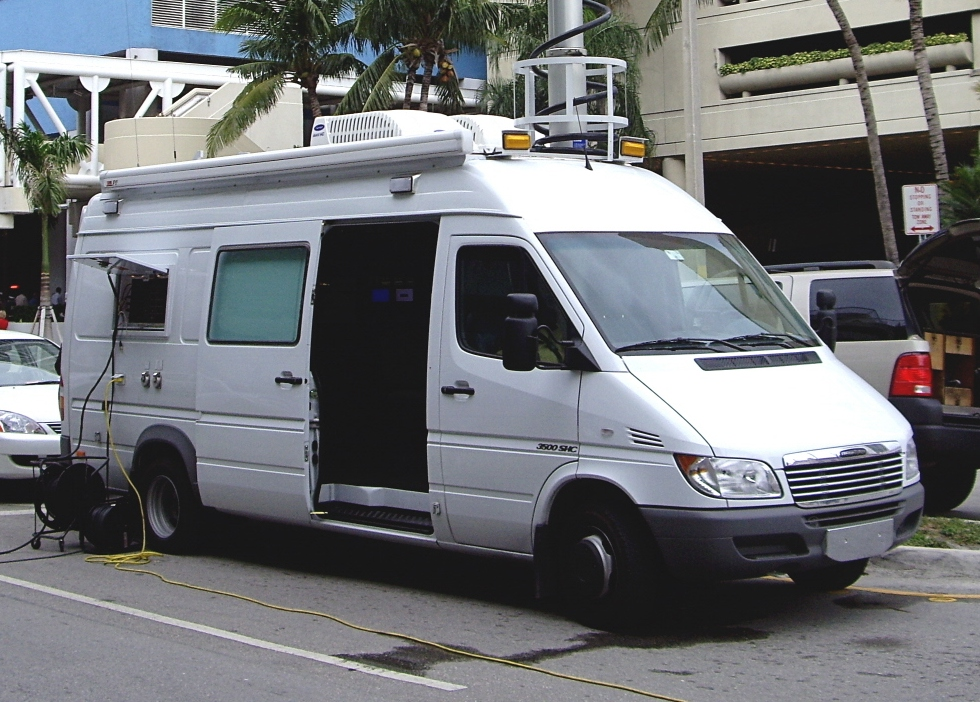
Freightliner Sprinter
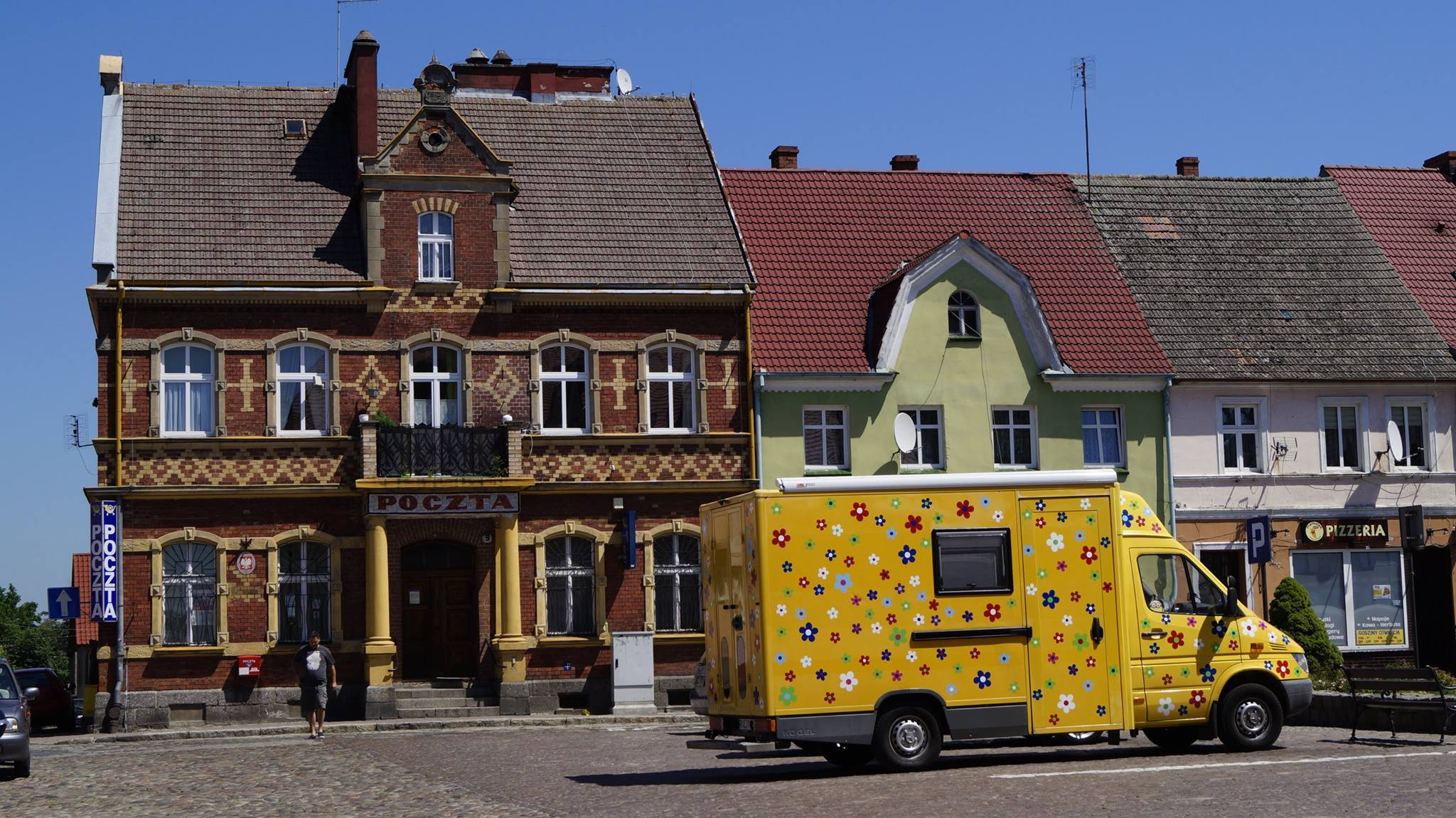
Zum Wohnmobil umgebauter Mercedes-Benz Sprinter mit Kofferaufbau

### Technische Daten
| Bauzeitraum                                 | 1995–2000                  | 2000–2006             | 1995–2000               | 2000–2006                | 2000–2006                  | 2000–2006                  | 1997–2000                  | 1995–2000                  | 2000 (1)–2006              |   |                                 |
| Motorkenndaten                              |                            |                       |                         |                          |                            |                            |                            |                            |                            |   |                                 |
| Motorserie                                  | M 111 E 23                 | M 111 E 23            | OM 601 D 23             | OM 611 DE 22 LA          | OM 611 DE 22 LA            | OM 611 DE 22 LA            | OM 602 DE 29 LA            | OM 602 DE 29 LA            | OM 612 DE 27 LA            |   |                                 |
| Motorkennung                                | 111.979                    | 111.984               | 601.943                 | 611.987                  | 611.981                    | 611.981                    | 602.980                    | 602.980                    | 612.981                    |   |                                 |
| Motortyp                                    | R4-Ottomotor               | R4-Ottomotor          | R4-Dieselmotor          | R4-Dieselmotor           | R4-Dieselmotor             | R4-Dieselmotor             | R5-Dieselmotor             | R5-Dieselmotor             | R5-Dieselmotor             |   |                                 |
| Anzahl Ventile pro Zylinder                 | 4                          | 4                     | 2                       | 4                        | 4                          | 4                          | 2                          | 2                          | 4                          |   |                                 |
| Ventilsteuerung                             | DOHC, Kette                | DOHC, Kette           | OHC, Kette              | DOHC, Kette              | DOHC, Kette                | DOHC, Kette                | OHC, Kette                 | OHC, Kette                 | DOHC, Kette                |   |                                 |
| Gemischaufbereitung                         | Saugrohreinspritzung       | Saugrohreinspritzung  | Vorkammer- einspritzung | Common-Rail-Einspritzung | Common-Rail-Einspritzung   | Common-Rail-Einspritzung   | Direkteinspritzung         | Direkteinspritzung         | Common-Rail-Einspritzung   |   |                                 |
| Motoraufladung                              | –                          | –                     | –                       | Turbolader               | Turbolader, Ladeluftkühler | Turbolader, Ladeluftkühler | Turbolader, Ladeluftkühler | Turbolader, Ladeluftkühler | Turbolader, Ladeluftkühler |   |                                 |
| Kühlung                                     | Wasserkühlung              | Wasserkühlung         | Wasserkühlung           | Wasserkühlung            | Wasserkühlung              | Wasserkühlung              | Wasserkühlung              | Wasserkühlung              | Wasserkühlung              |   |                                 |
| Bohrung × Hub                               | 90,9 mm × 88,4 mm          | 90,9 mm × 88,4 mm     | 89,0 mm × 92,4 mm       | 88,0 mm × 88,3 mm        | 88,0 mm × 88,3 mm          | 88,0 mm × 88,3 mm          | 89,0 mm × 92,4 mm          | 89,0 mm × 92,4 mm          | 88,0 mm × 88,3 mm          |   |                                 |
| Hubraum                                     | 2295 cm³                   | 2295 cm³              | 2299 cm³                | 2148 cm³                 | 2148 cm³                   | 2148 cm³                   | 2874 cm³                   | 2874 cm³                   | 2685 cm³                   |   |                                 |
| Verdichtungsverhältnis                      | 10,4:1                     | 10,4:1                | 22,0:1                  | 18,0:1                   | 18,0:1                     | 18,0:1                     | 19,5:1                     | 19,5:1                     | 18,0:1                     |   |                                 |
| max. Leistung bei min−1                     | 105 kW (143 PS) /5000      | 105 kW (143 PS) /5000 | 58 kW (79 PS) /3800     | 60 kW (82 PS) /3800      | 80 kW (109 PS) /3800       | 95 kW (129 PS) /3800       | 75 kW (102 PS) /3400       | 90 kW (122 PS) /3800       | 115 kW (156 PS) /3800      |   |                                 |
| max. Drehmoment bei min−1                   | 210 Nm /4000               | 215 Nm /3200–4700     | 152 Nm /2300–3000       | 200 Nm /1400–2600        | 270 Nm /1400–2400          | 300 Nm /1600–2400          | 250 Nm /2000               | 280 Nm /2000–2300          | 330 Nm /1400–2400          |   |                                 |
| Kraftübertragung                            |                            |                       |                         |                          |                            |                            |                            |                            |                            |   |                                 |
| Antrieb, serienmäßig                        | Hinterradantrieb           | Hinterradantrieb      | Hinterradantrieb        | Hinterradantrieb         | Hinterradantrieb           | Hinterradantrieb           | Hinterradantrieb           | Hinterradantrieb           | Hinterradantrieb           |   |                                 |
| Antrieb, optional                           | –                          | Allradantrieb         | –                       | –                        | Allradantrieb              | Allradantrieb              | –                          | Allradantrieb              | Allradantrieb              |   |                                 |
| Getriebe, serienmäßig                       | 5-Gang-Schaltgetriebe      | 5-Gang-Schaltgetriebe | 5-Gang-Schaltgetriebe   | 5-Gang-Schaltgetriebe    | 5-Gang-Schaltgetriebe      | 5-Gang-Schaltgetriebe      | 5-Gang-Schaltgetriebe      | 5-Gang-Schaltgetriebe      | 5-Gang-Schaltgetriebe      |   |                                 |
| Getriebe, optional                          | 4-Stufen-Automatikgetriebe | –                     | –                       | 6-Stufen-Sprintshift     | 6-Stufen-Sprintshift       | 6-Stufen-Sprintshift       | 4-Stufen-Automatikgetriebe | 4-Stufen-Automatikgetriebe | 6-Stufen-Sprintshift       | – | 5-Stufen- Automatikgetriebe (2) |
| Getriebe, optional                          | 4-Stufen-Automatikgetriebe | –                     | –                       | 6-Stufen-Sprintshift     | 6-Stufen-Sprintshift       | 6-Stufen-Sprintshift       | 4-Stufen-Automatikgetriebe | 4-Stufen-Automatikgetriebe | Messwerte                  |   |                                 |
| Höchstgeschwindigkeit                       | 136–169 km/h               | 150–160 km/h          | 110–137 km/h            | 120–135 km/h             | 135–145 km/h               | 150–155 km/h               | 130–145 km/h               | 119–160 km/h               | 145–160 km/h               |   |                                 |
| Kraftstoffverbrauch auf 100 km (kombiniert) |                            | 12,6 l Super          |                         | 10,7 l Diesel            | 8,5–8,9 l Diesel           | 8,5–8,9 l Diesel           |                            |                            | 8,7 l Diesel               |   |                                 |
| CO2-Emission (kombiniert)                   |                            | 301 g/km              |                         | 282 g/km                 | 224–236 g/km               | 224–236 g/km               |                            |                            | 228 g/km                   |   |                                 |

Die Verfügbarkeit der Motoren war von Modell, Ausstattung und Markt abhängig.

### Mercedes-Benz Sprinter T1N Russland 2013–2018
Am 22. Juni 2012 gab Mercedes-Benz bekannt, ab Mitte 2013 jährlich bis zu 25.000 Einheiten des Sprinter T1N von Gorkowski Awtomobilny Sawod (GAZ) in deren Hauptwerk für den russischen Markt bauen zu lassen. Diese sollen über das russische Mercedes-Benz-Händlernetz vertrieben werden. Bis Anfang Juni 2016 wurden 10.000 Sprinter Classic in Nischni Nowgorod gefertigt. 2018 wurde die Produktion nach knapp 30.000 Fahrzeugen eingestellt.

## NCV 3 2006–2018 (W 906)

### Allgemeines
NCV 3 (New Concept Van) ist die interne Bezeichnung für die zweite Generation des Mercedes-Benz Sprinter, der von April 2006 bis Anfang 2018 produziert wurde.
Im Mercedes-Benz Werk Düsseldorf werden seit 2006 die Baureihen der Kastenfahrzeuge und Kombis (geschlossene Baumuster) produziert. Die so genannten „offenen Baumuster“ (Fahrerhaus und Doppelkabine) des Sprinters werden bei der Mercedes-Benz Ludwigsfelde GmbH südlich von Berlin produziert. Bei einem offenen Baumuster wird auf dem hinteren Teil des Fahrwerks eine Pritsche oder ein beliebiger anderer Aufbau montiert.
Ferner werden alle vier Baumuster im Mercedes-Benz-Werk González Catán in Argentinien gebaut. In der Volksrepublik China produziert Mercedes-Benz Commercial Vehicle als einziger europäischer Transporterhersteller mit eigener Produktion in China den Sprinter. Im Karosserie- und Montagewerk der Fujian Benz Automotive, einem Joint Venture von Mercedes-Benz Vans und Fujian Motors Group, wird der Sprinter in Fuzhou hergestellt. Zu den dort produzierten Produkten gehören die Produkte Mercedes-Benz Vito, Viano und Sprinter in der Busvariante. Außerdem werden gemeinsam mit autorisierten Aufbauherstellern verschiedene Branchenlösungen angeboten bzw. montiert, zum Beispiel Krankentransportfahrzeuge (Ambulance) oder Polizeifahrzeuge (Police Car). Der Vertrieb der Fahrzeuge erfolgt nicht über das Mercedes-Benz-Pkw-Vertriebsnetzwerk, sondern über einen chinesischen Partner, der über ein separates, nur für Mercedes-Benz-Transporter-Produkte spezialisiertes Händlernetz verfügt.

### Varianten
Der Mercedes-Benz Sprinter ist in verschiedenen Karosserievarianten erhältlich: mit drei Radständen (3250/3665/4325 mm) und in vier Längen von 5243 bis 7343 mm; die Kastenaufbauten gibt es mit Normaldach, Hochdach und dem neuen Superhochdach. Mit 2,0 bis 5,0 Tonnen Gesamtgewicht deckt der neue Sprinter alle wesentlichen Segmente seiner Klasse ab. An offenen Baumustern werden unter anderem Pritschen-Fahrgestelle für ein zulässiges Gesamtgewicht von drei bis fünf Tonnen und Fahrgestelle für Sonderaufbauten (wie beispielsweise für Krankentransportwagen oder den Paketdienst) sowie Tiefrahmen für Wohnmobile angeboten. Die Aufbauten kommen oft von Fremdherstellern, die zum Teil darauf spezialisiert sind.
Weitere Variationsmöglichkeiten bei der Konfiguration eines Sprinters sind Normal- oder Doppelkabine, das Vorhandensein einer Kabinenrückwand, ein so genannter Doppelfahrernebensitz sowie verschiedene Hinterachsübersetzungen und Blattfedervarianten an der Hinterachse.
Aus den unterschiedlichen Radständen, Längen, Höhen, Gewichten, Aufbau- und Motor- sowie Getriebekonfigurationen ergeben sich rund 1000 mögliche Grundkonfigurationen ab Werk.
Ein erheblicher Vorteil gegenüber dem Vorgänger ist die breitere und höhere Laderaumschiebetür, die es ermöglicht, Europaletten quer einzuladen, wodurch der Laderaum besser ausgenutzt wird. Gegen Aufpreis ist die Schiebetür auch elektrisch zu betätigen.
Angeboten wird der Sprinter mit 4- oder 6-Zylinder-Dieselmotoren sowie einem V6-Ottomotor. Als Getriebe stehen ein 6-Gang-Schaltgetriebe und ein 5-Stufen-Automatikgetriebe zur Wahl. ESP ist Serienausstattung. Seit Mai 2008 ist in Europa auch der Mercedes-Benz Sprinter 316 NGT, ein Erdgasfahrzeug mit bivalentem Antrieb, auf dem Markt.

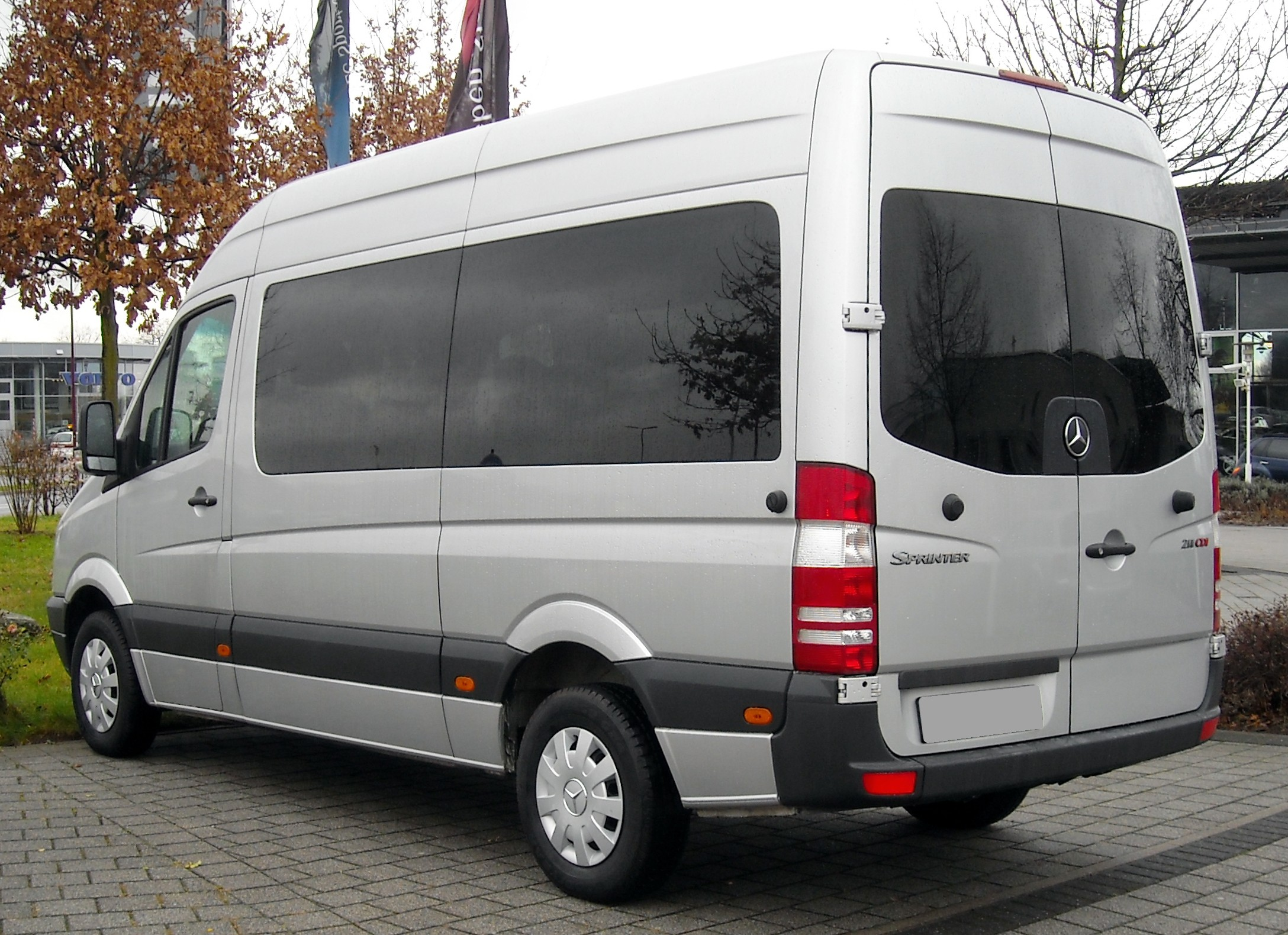
Heckansicht
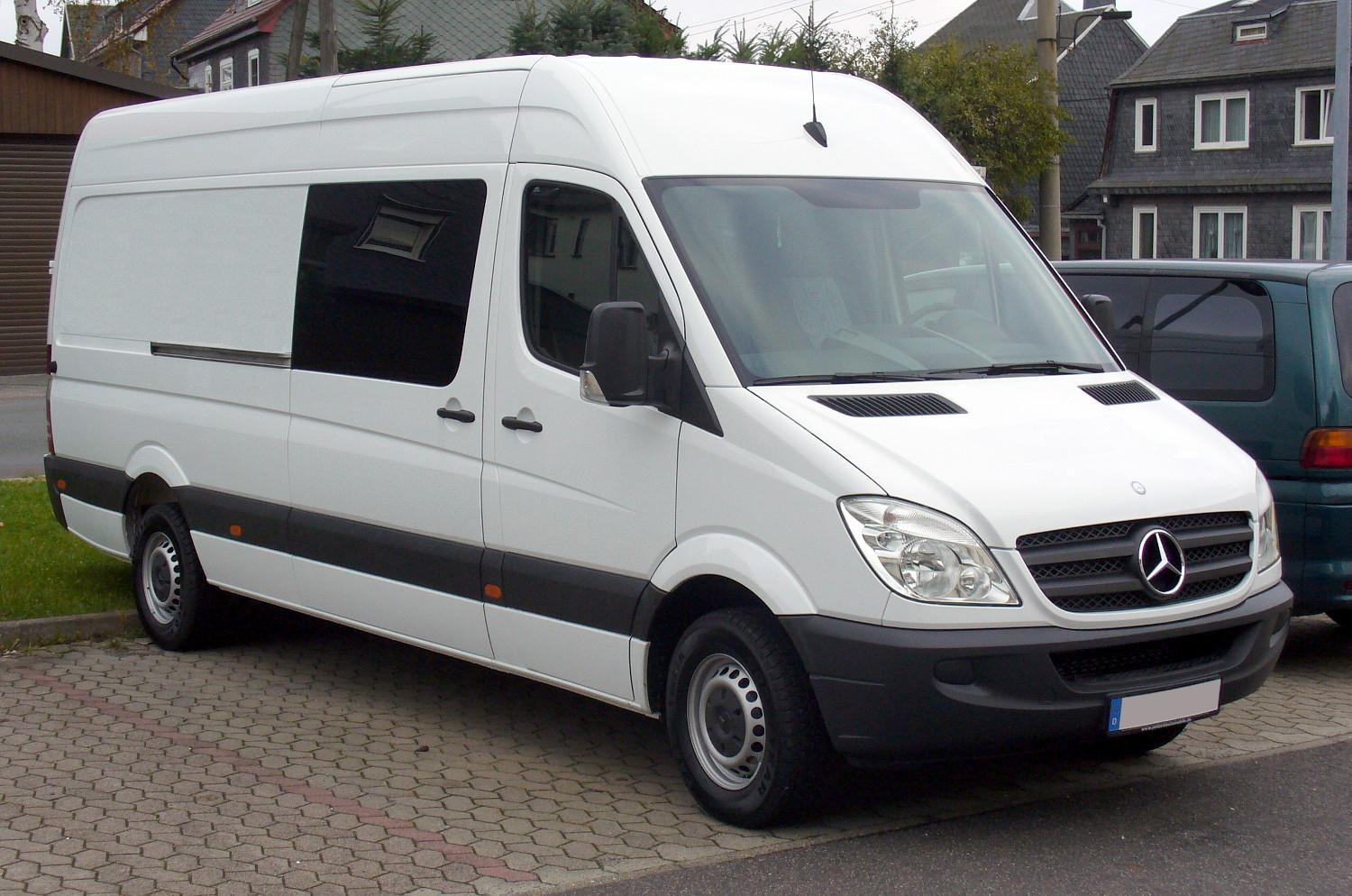
Sprinter Kastenwagen (2006–2013)
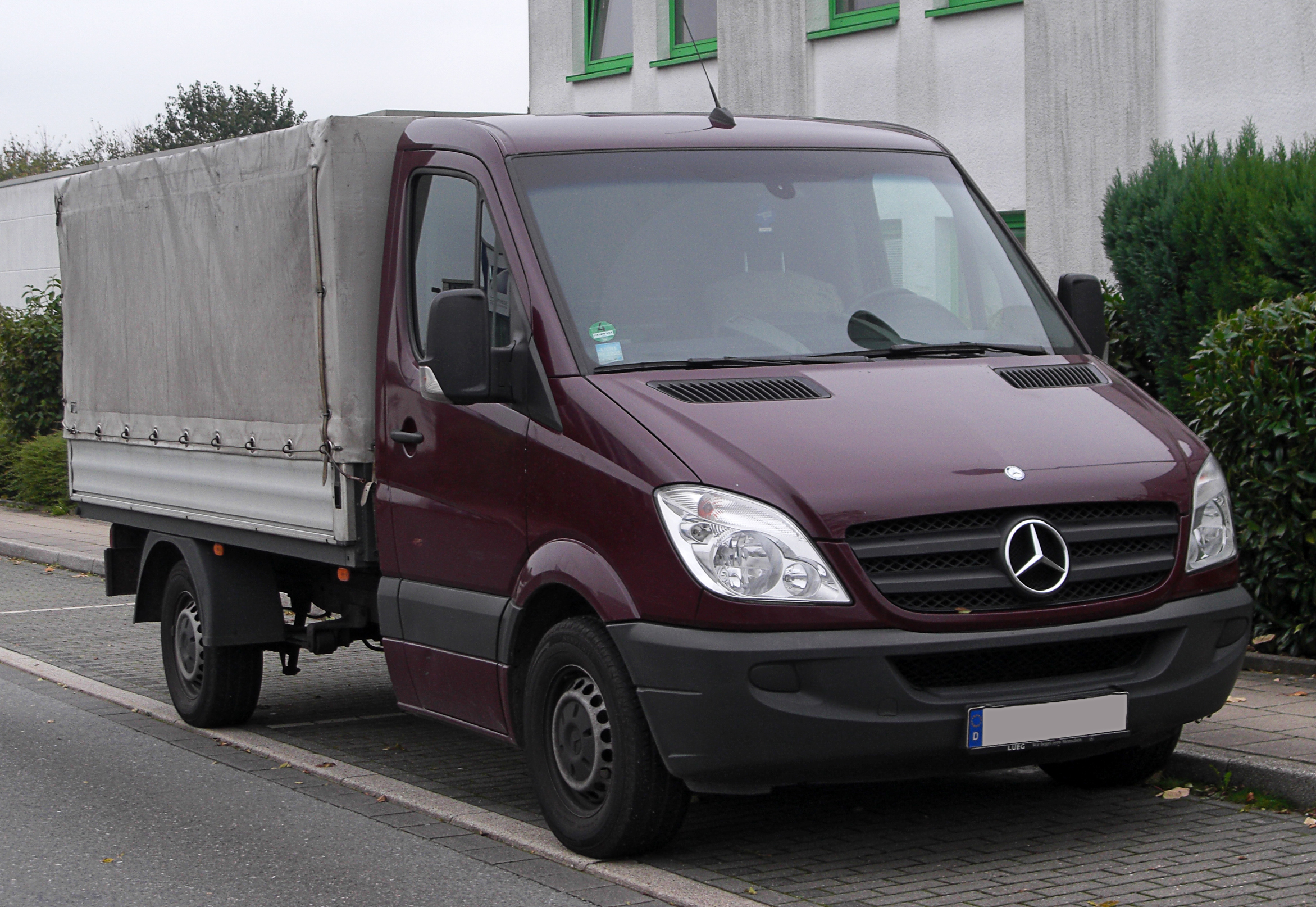
Sprinter Pritsche/Plane (2006–2013)
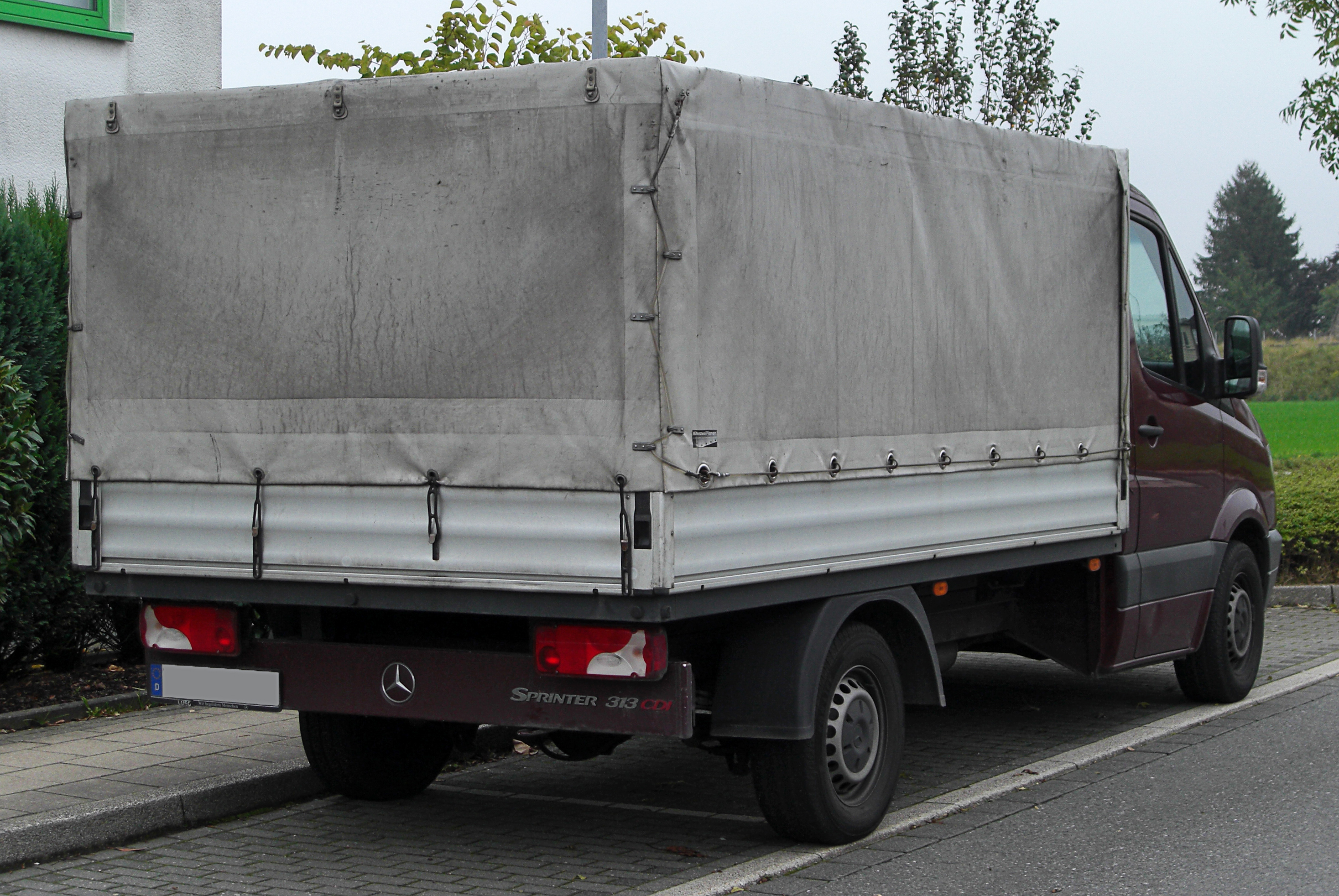
Heckansicht
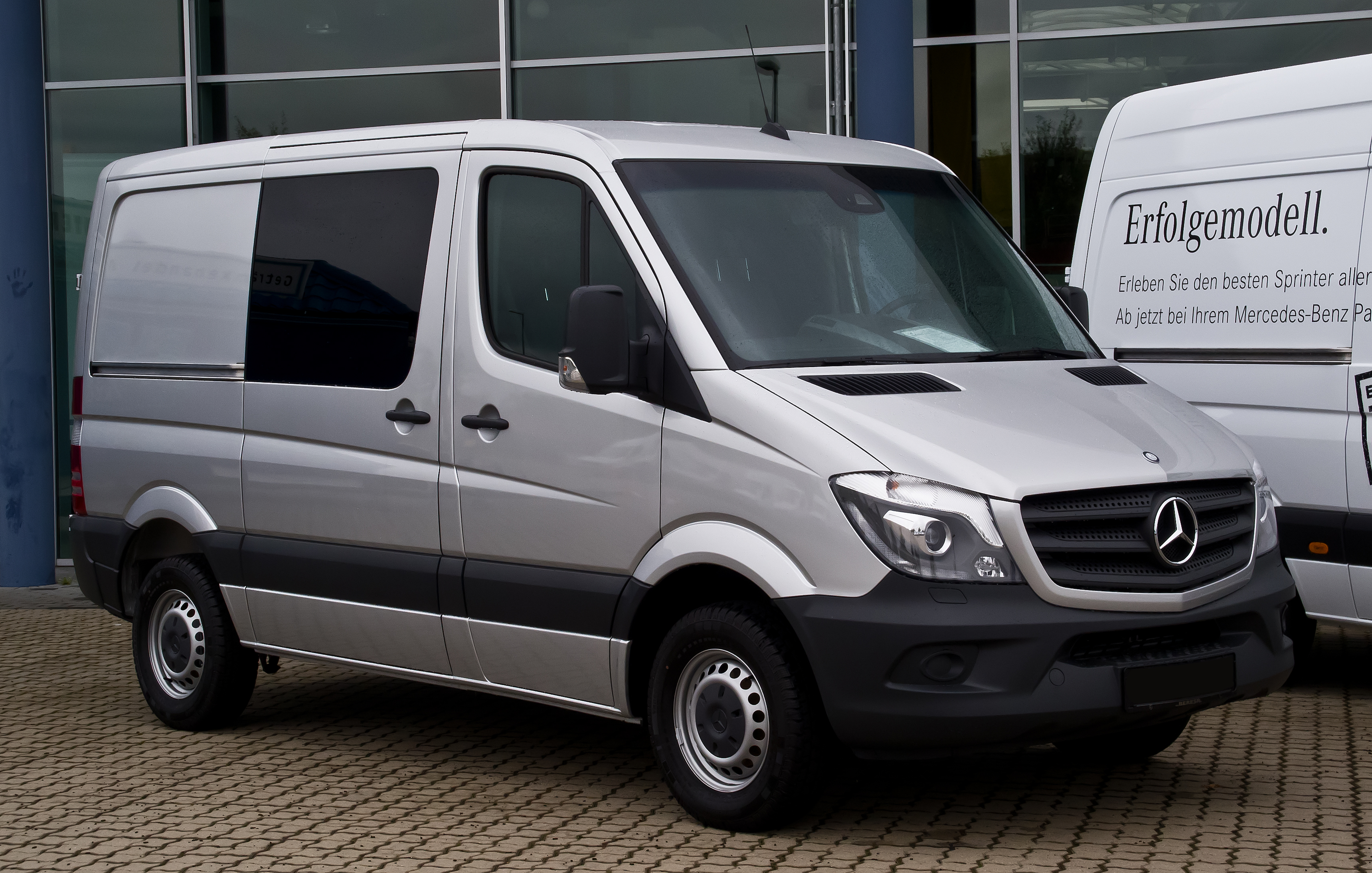
Sprinter Mixto (2013–2018)
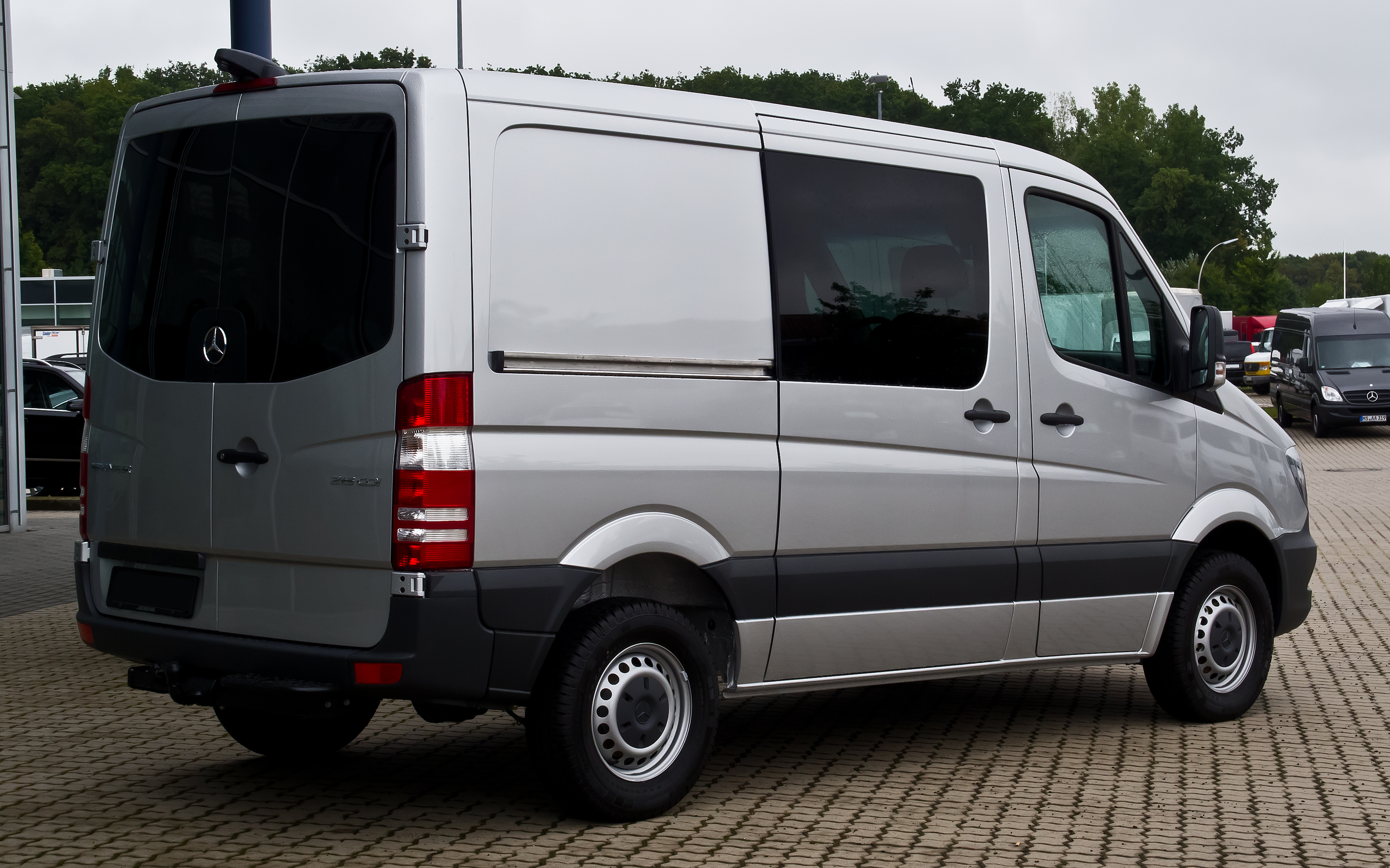
Heckansicht
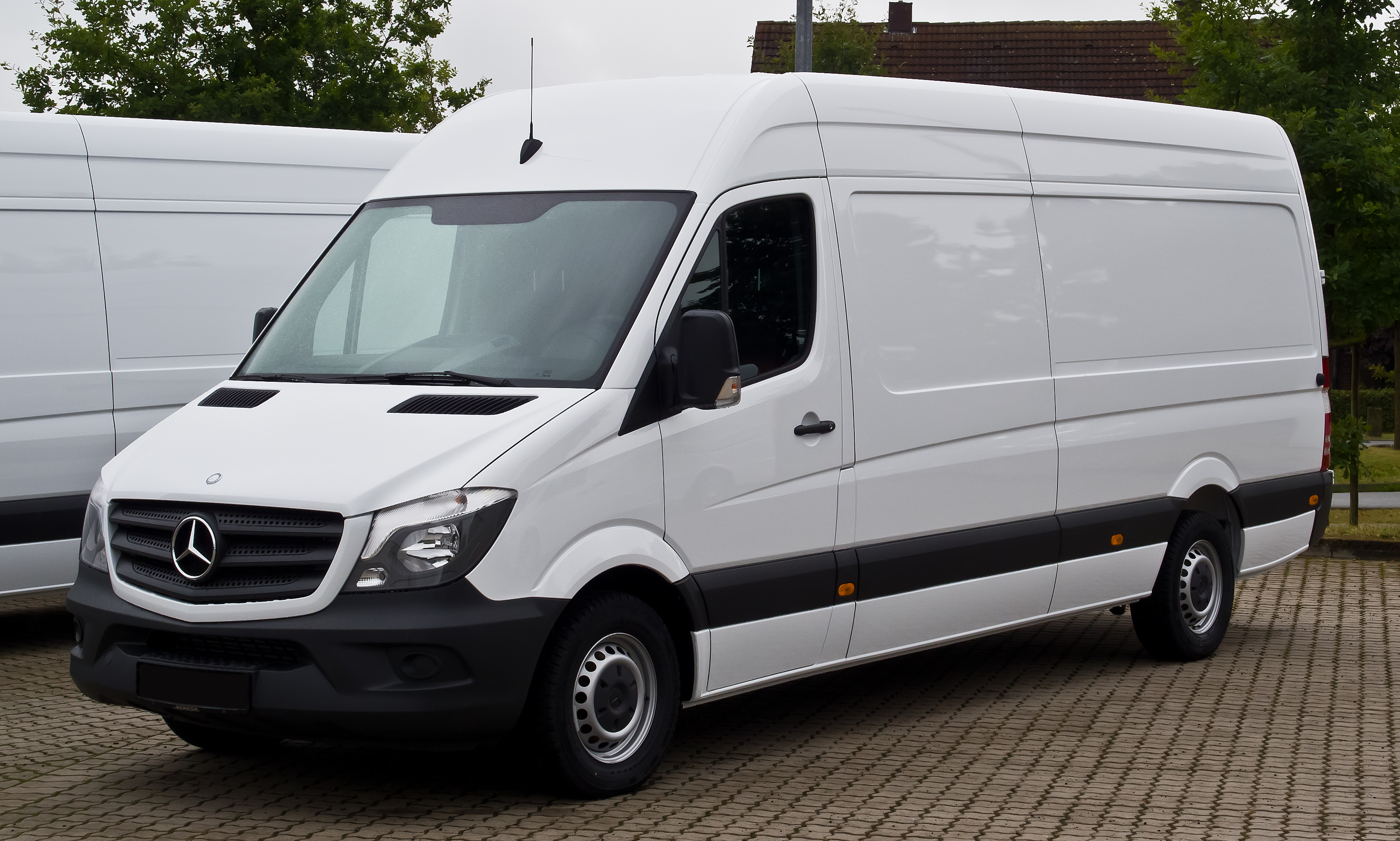
Sprinter Kastenwagen (2013–2018)
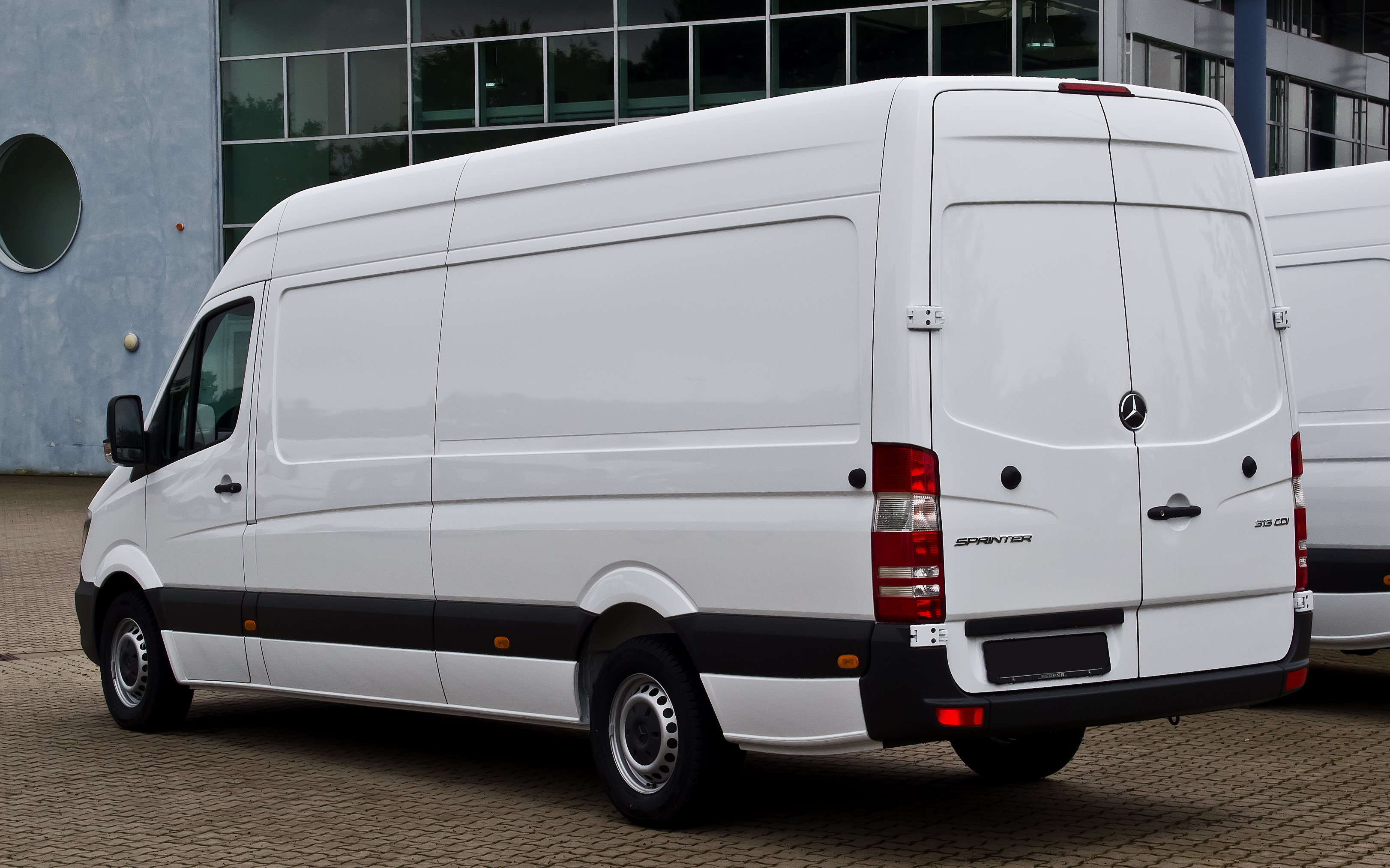
Heckansicht
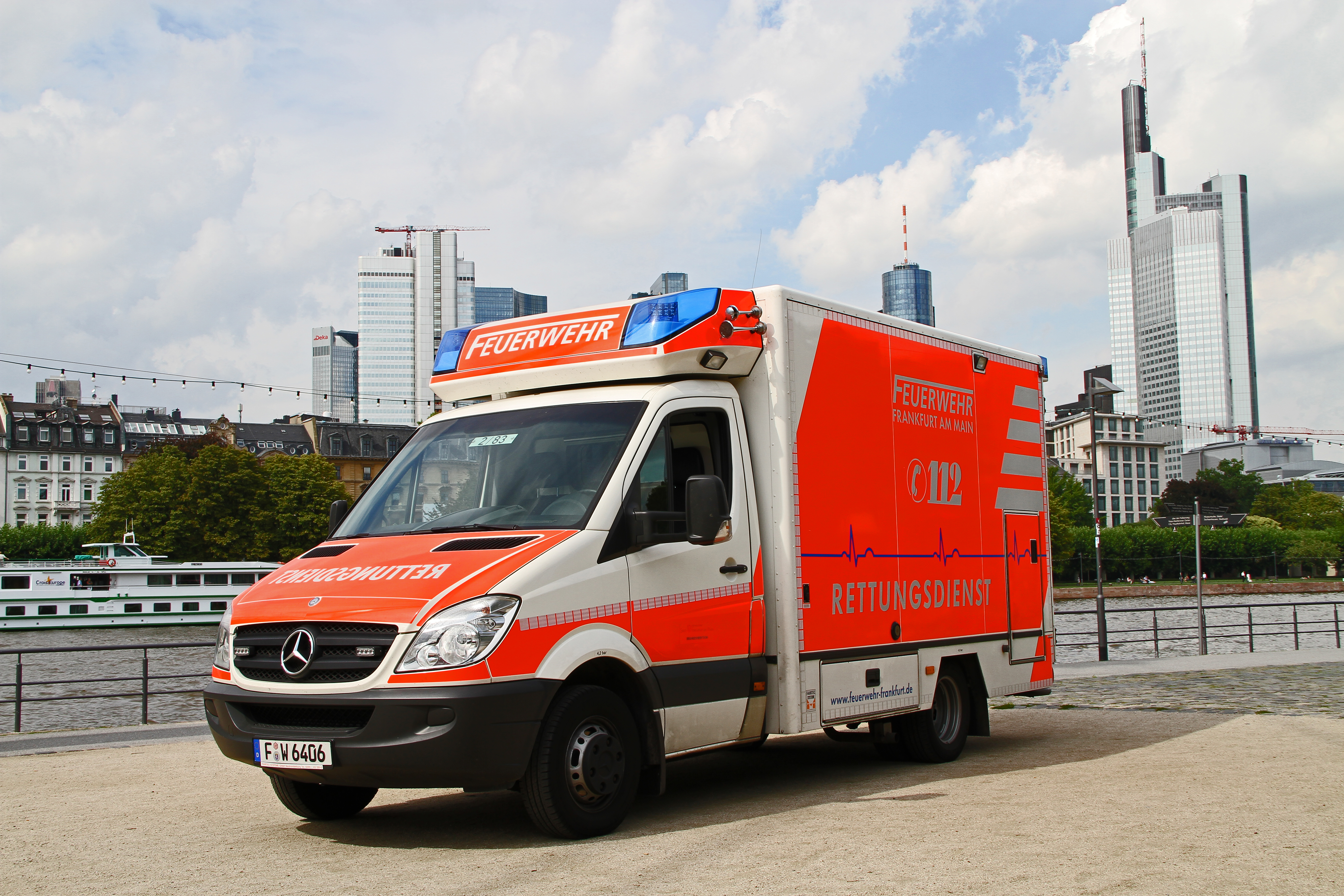
Sprinter als Rettungswagen
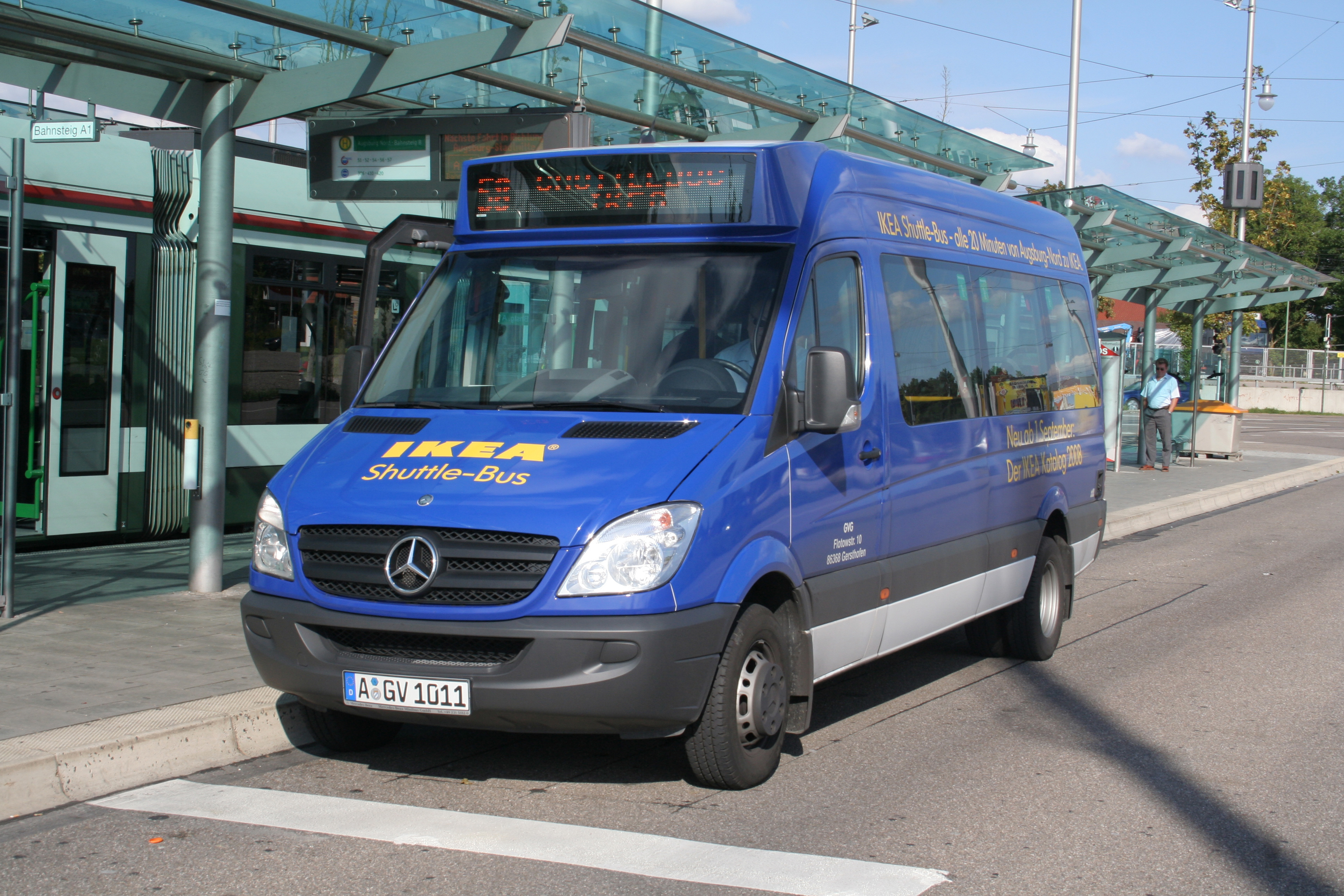
Sprinter mit Busaufbau City 35
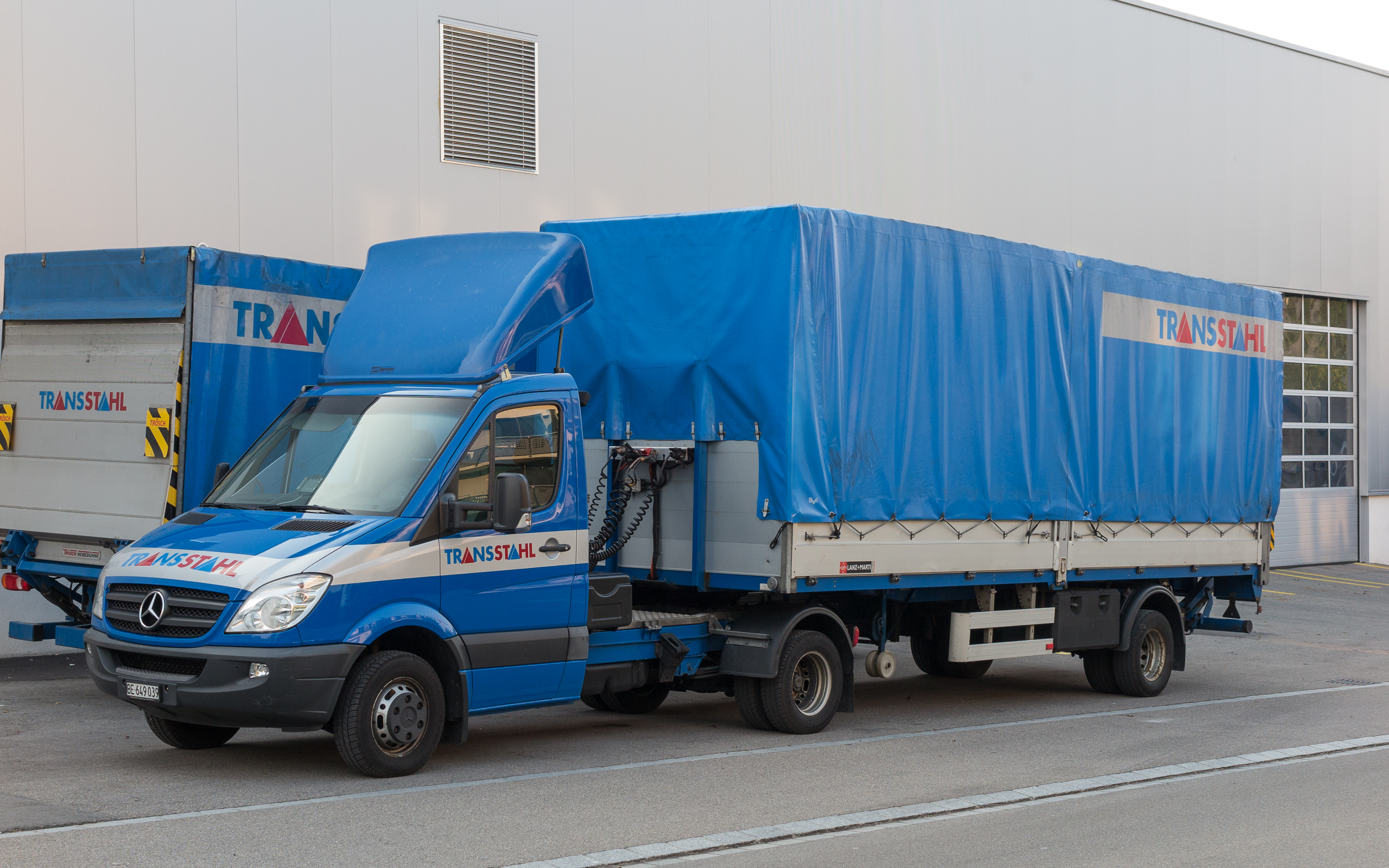
Sprinter als Sattelzugmaschine
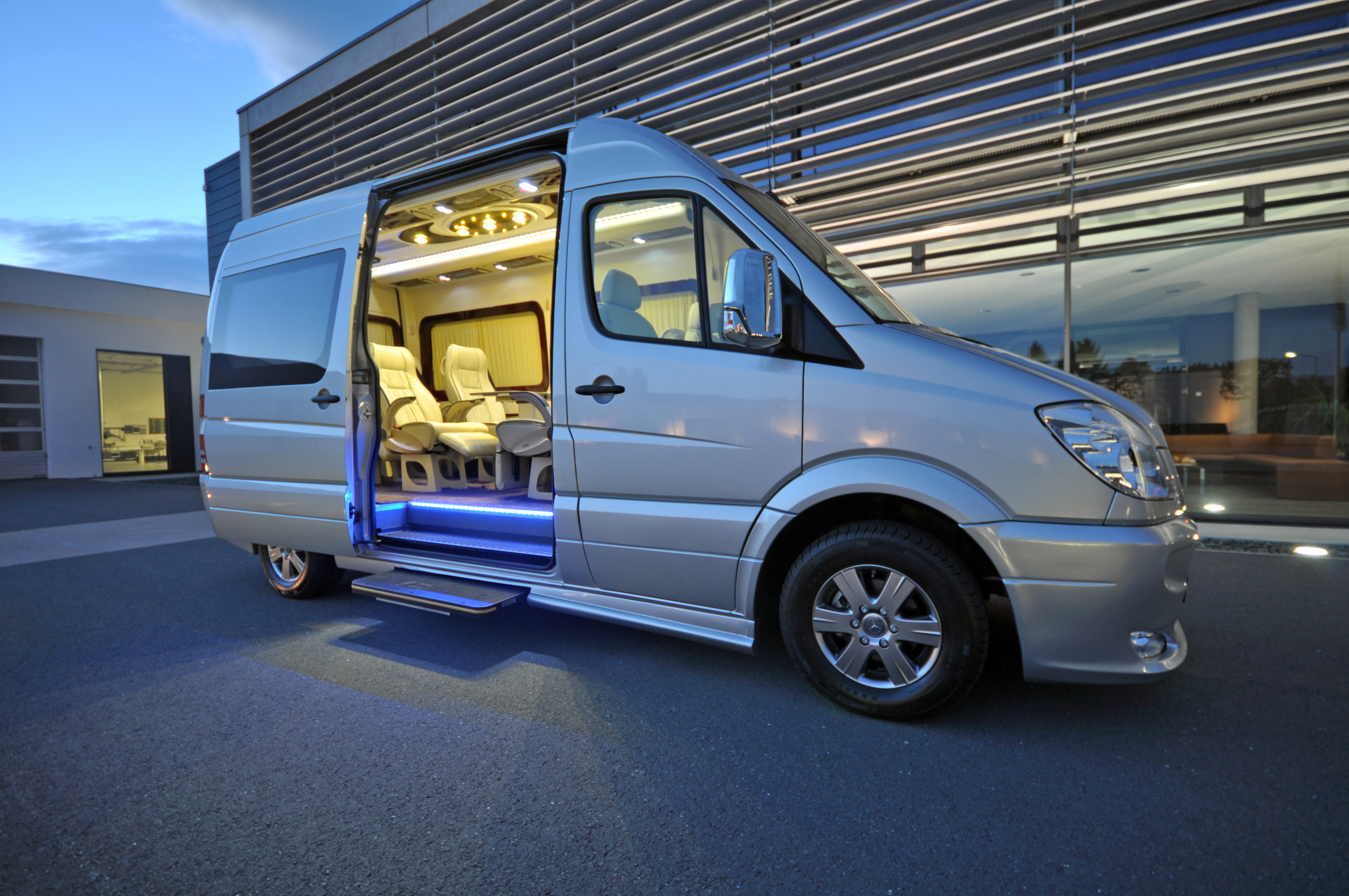
Luxusbus auf Sprinter-Basis
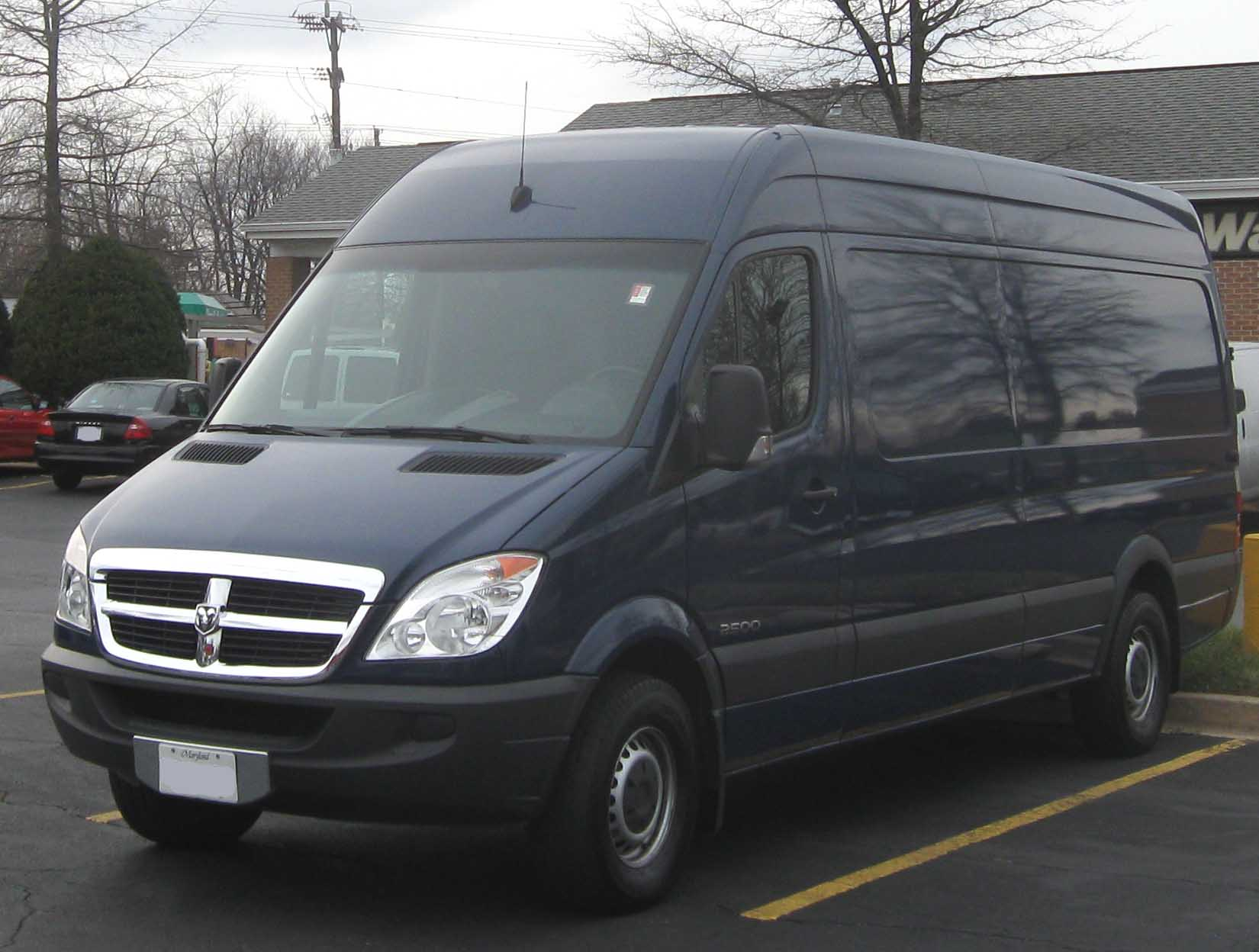
Dodge Sprinter
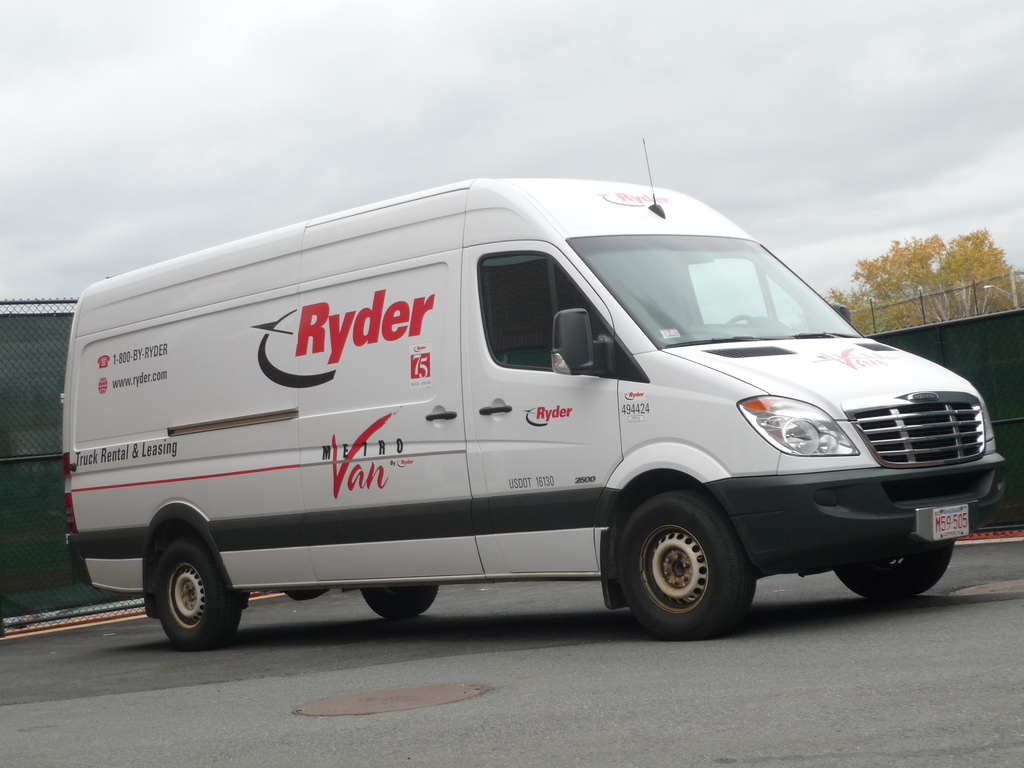
Freightliner Sprinter (2006–2013)
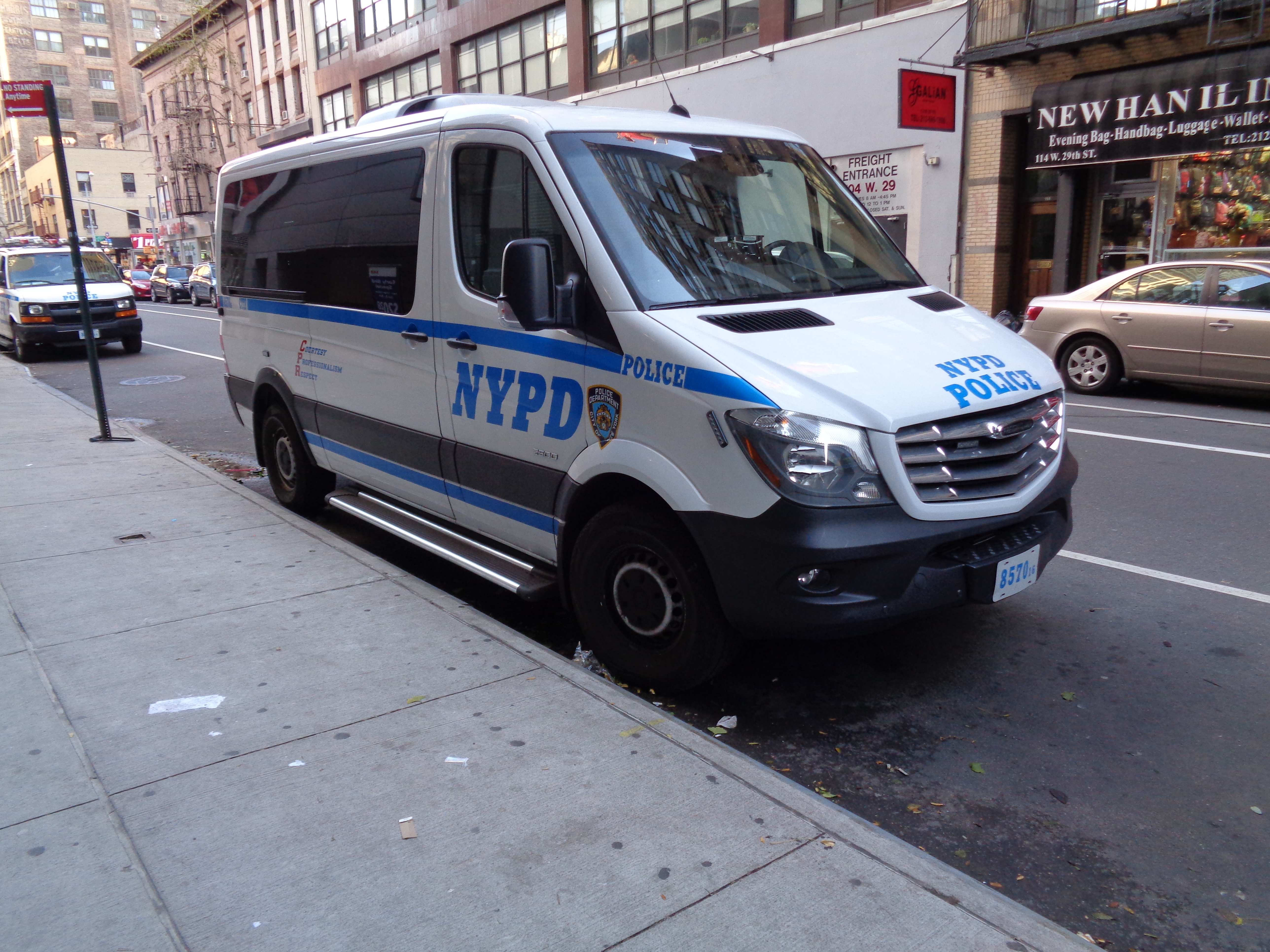
Freightliner Sprinter (2013–2018)

### Modellpflege
Zum Frühsommer 2009 wurden die 4-Zylinder-Dieselmotoren der Baureihe OM 646 durch den aus C- und E-Klasse bekannten OM 651 ersetzt, der an ein speziell für Nutzfahrzeuge konzipiertes Sechsgang-Handschaltgetriebe (EcoGear 360 bei Vierzylinder, EcoGear 480 bei Sechszylinder) gekoppelt ist. Während die beiden stärkeren Varianten in 313 CDI und 316 CDI von zwei Turboladern mit verstellbaren Turbinenleitschaufeln aufgeladen werden, hat das kleine Modell 309 CDI nur einen lastabhängigen Lader. Mit der Umstellung auf die neue Vierzylinder-Generation entfiel die Variante mit 80 kW (109 PS).
Die Leistung der Sechszylinder OM 642 wurde leicht auf 140 kW (190 PS) angehoben, während bei den Ottomotoren keine Veränderungen vorgenommen wurden.
Zusammen mit den CDI-Dieselmotoren ist seit dem ersten Quartal 2012 ein 7-Stufen-Automatikgetriebe (7G-Tronic) lieferbar. Dieses Getriebe verwendet Mercedes-Benz bereits in diversen anderen Fahrzeugen der Marke.
Im September 2013 wurden alle Sprinter-Modelle überarbeitet. Merkmale dieser Modellpflege sind die geänderte Front sowie verbesserte Motoren, die nun alle die Abgasnorm Euro 6 erfüllen und deren Verbrauch unter anderem durch eine Absenkung des Aufbaus um 30 mm verringert werden konnte. Fortan serienmäßig ist ein Seitenwind-Assistent, der den Fahrer beim Halten der Spur unterstützen soll. Das Assistenzsystem Collision Prevention Assist warnt einen abgelenkten Fahrer optisch und akustisch und bereitet den adaptiven Bremsassistenten auf eine anstehende Bremsung vor. Teil der Serienausstattung ist die Wartungsintervallanzeige Assyst. Bei den Diesel-Varianten wurde das Wartungsintervall auf bis zu 60.000 Kilometer verlängert.
Ab September 2016 wird der Sprinter zusätzlich in einer 5,5-Tonnen-Version angeboten, wodurch die Nutzlast um bis zu 450 kg steigt. Die maximale Leistung der beiden kleineren Motorvarianten des OM-651-Dieselmotors wurde erhöht. Die bisherige 70-kW-Version (95 PS, 250 Nm) erstarkte auf 84 kW (114 PS, 300 Nm), die 95-kW-Variante (129 PS, 305 Nm) auf 105 kW (143 PS, 350 Nm). Die anderen Dieselmotoren (120 kW/163 PS, OM 651 und 140 kW/190 PS, OM 642) blieben unverändert erhalten.
Der Sprinter ist mit verschiedenen Aufbauvarianten von Fremdherstellern und ab Herstellerwerk Dortmund als Minibus in den Varianten Mobility, Transfer, Travel und City mit bis zu dreißig Sitzplätzen lieferbar.

### Motoren
| Modell                                          | Motor- kenncode | Motor    | Hubraum  | Leistung                     | Drehmoment               | Bauzeit      |
| ----------------------------------------------- | --------------- | -------- | -------- | ---------------------------- | ------------------------ | ------------ |
| Dieselmotoren                                   |                 |          |          |                              |                          |              |
| 209 CDI/309 CDI/409 CDI                         | OM 646 DE 22 LA | Reihe 4  | 2148 cm³ | 65 kW (88 PS) bei 3800/min   | 220 Nm bei 1600–2600/min | 2006–2009    |
| 210 CDI/310 CDI/510 CDI                         | OM 651 DE 22 LA | Reihe 4  | 2143 cm³ | 70 kW (95 PS) bei 3800/min   | 250 Nm bei 1400–2400/min | 2009–05/2016 |
| 210 BlueTEC/310 BlueTEC/510 BlueTEC             | OM 651 DE 22 LA | Reihe 4  | 2143 cm³ | 70 kW (95 PS) bei 3800/min   | 250 Nm bei 1400–2400/min | 2013–05/2016 |
| 211 CDI/311 CDI/411 CDI/511 CDI                 | OM 646 DE 22 LA | Reihe 4  | 2148 cm³ | 80 kW (109 PS) bei 3800/min  | 280 Nm bei 1600–2400/min | 2006–2009    |
| 211 CDI/311 CDI/411 CDI/511 CDI                 | OM 651 DE 22 LA | Reihe 4  | 2143 cm³ | 84 kW (114 PS) bei 3800/min  | 300 Nm bei 1200–2200/min | seit 06/2016 |
| 213 CDI/313 CDI                                 | OM 646 DE 22 LA | Reihe 4  | 2148 cm³ | 95 kW (129 PS) bei 3800/min  | 305 Nm bei 1200–2400/min | 2006–2009    |
| 213 CDI/313 CDI/513 CDI (1)                     | OM 651 DE 22 LA | Reihe 4  | 2143 cm³ | 95 kW (129 PS) bei 3800/min  | 305 Nm bei 1200–2400/min | 2009–05/2016 |
| 213 BlueTEC/313 BlueTEC/413 BlueTEC/513 BlueTEC | OM 651 DE 22 LA | Reihe 4  | 2143 cm³ | 95 kW (129 PS) bei 3800/min  | 305 Nm bei 1200–2400/min | 2013–05/2016 |
| 214 CDI/314 CDI/514 CDI                         | OM 651 DE 22 LA | Reihe 4  | 2143 cm³ | 105 kW (143 PS) bei 3800/min | 330 Nm bei 1200–2400/min | seit 06/2016 |
| 215 CDI/315 CDI/415 CDI/515 CDI                 | OM 646 DE 22 LA | Reihe 4  | 2148 cm³ | 110 kW (150 PS) bei 3800/min | 330 Nm bei 1200–2400/min | 2006–2009    |
| 216 CDI/316 CDI/416 CDI/516 CDI                 | OM 651 DE 22 LA | Reihe 4  | 2143 cm³ | 120 kW (163 PS) bei 3800/min | 360 Nm bei 1400–2400/min | seit 2009    |
| 216 BlueTEC/316 BlueTEC/416 BlueTEC/516 BlueTEC | OM 651 DE 22 LA | Reihe 4  | 2143 cm³ | 120 kW (163 PS) bei 3800/min | 360 Nm bei 1400–2400/min | seit 2013    |
| 218 CDI/318 CDI/418 CDI/518 CDI                 | OM 642 DE 30 LA | V 6, 72° | 2987 cm³ | 135 kW (184 PS) bei 3800/min | 400 Nm bei 1600–2600/min | 2006–2009    |
| 219 CDI/319 CDI/419 CDI/519 CDI                 | OM 642 DE 30 LA | V 6, 72° | 2987 cm³ | 140 kW (190 PS) bei 3800/min | 440 Nm bei 1600–2600/min | 2009–2013    |
| 219 BlueTEC/319 BlueTEC/519 BlueTEC             | OM 642 DE 30 LA | V 6, 72° | 2987 cm³ | 140 kW (190 PS) bei 3800/min | 440 Nm bei 1400–2400/min | seit 06/2013 |
| Ottomotoren                                     |                 |          |          |                              |                          |              |
| 216/316                                         | M 271 E 18 ML   | Reihe 4  | 1796 cm³ | 115 kW (156 PS) bei 5000/min | 240 Nm bei 3000–4000/min | seit 2008    |
| 316 NGT                                         | M 271 E 18 ML   | Reihe 4  | 1796 cm³ | 115 kW (156 PS) bei 5000/min | 240 Nm bei 3000–4000/min | seit 2008    |
| 224/324/424/524                                 | M 272 E 35      | V 6, 90° | 3498 cm³ | 190 kW (258 PS) bei 5900/min | 340 Nm bei 2500–5000/min | 2006–2013    |

Für Sprinter ab 3,5 Tonnen zulässigem Gesamtgewicht, Modellbezeichnung mit der Zahl 3, 4 oder 5 beginnend, stehen die gleichen Motoren zur Auswahl.

## Mercedes-Benz Minibus GmbH
1998 übernahm EvoBus eine Minderheitsbeteiligung an dem Karosseriebauer Karl Koch GmbH in Mudersbach, seit Anfang 2004 gehört das Unternehmen zu 100 % zu Daimler und firmiert als Mercedes-Benz Minibus GmbH. Bereits vorher stellte das Unternehmen an mehreren Standorten Minibusse auf Basis des Sprinters und des Vario her, der Betrieb wurde in Dortmund konzentriert und die Fertigung ausgeweitet.

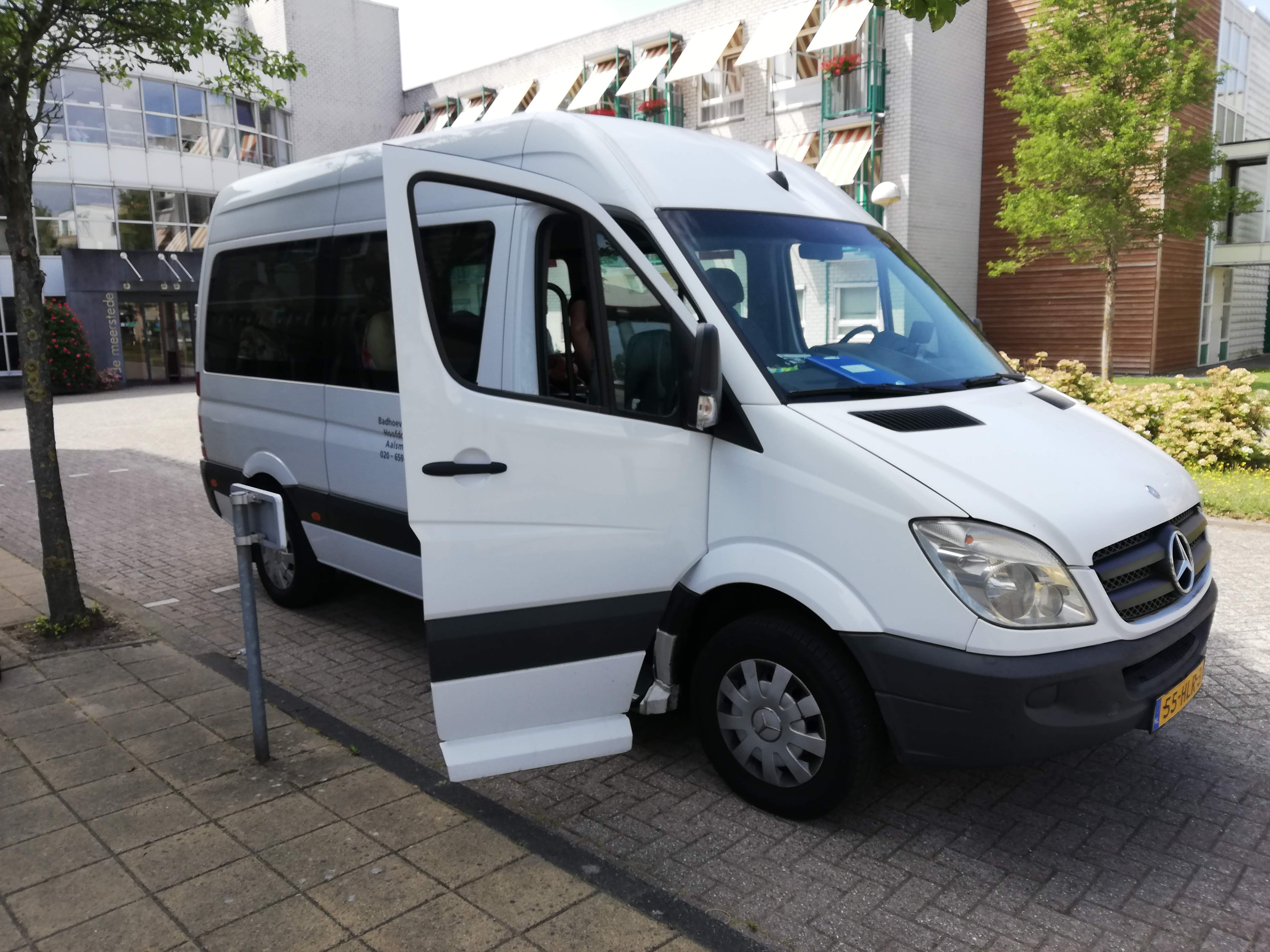
Sprinter Transfer

2020 werden vier Produktlinien gefertigt: Transfer, Travel, City und Mobility. Bei den kleineren Modellen (bis 45) wird als Basis ein Kastenwagen verwendet und ausgebaut, die äußeren Abmessungen bleiben also erhalten. Die großen Modelle nutzen ein Tiefrahmenfahrgestell mit eigenständigem Aufbau aus GFK auf Traggerippe. Früher gab es auch mittlere Modelle basierend auf einem Kastenwagen mit aus GFK gefertigter Heckverlängerung (55) und das City-Topmodell 77 mit einer angetriebenen hinteren Tandemachse mit Einzelradaufhängung. Mit dem Generationenwechsel des Sprinter 2018 wurde das Programm um einige zu aufwändige Modelle bereinigt. Neben den ausgebauten Kastenwagen in Standardabmessung des Sprinters wird noch das Modell 75 (City und Travel) gebaut, das mit 8,5 Metern rund 1,1 m länger ist als der längste Kastenwagen bzw. das Modell 45.

### Sprinter Transfer

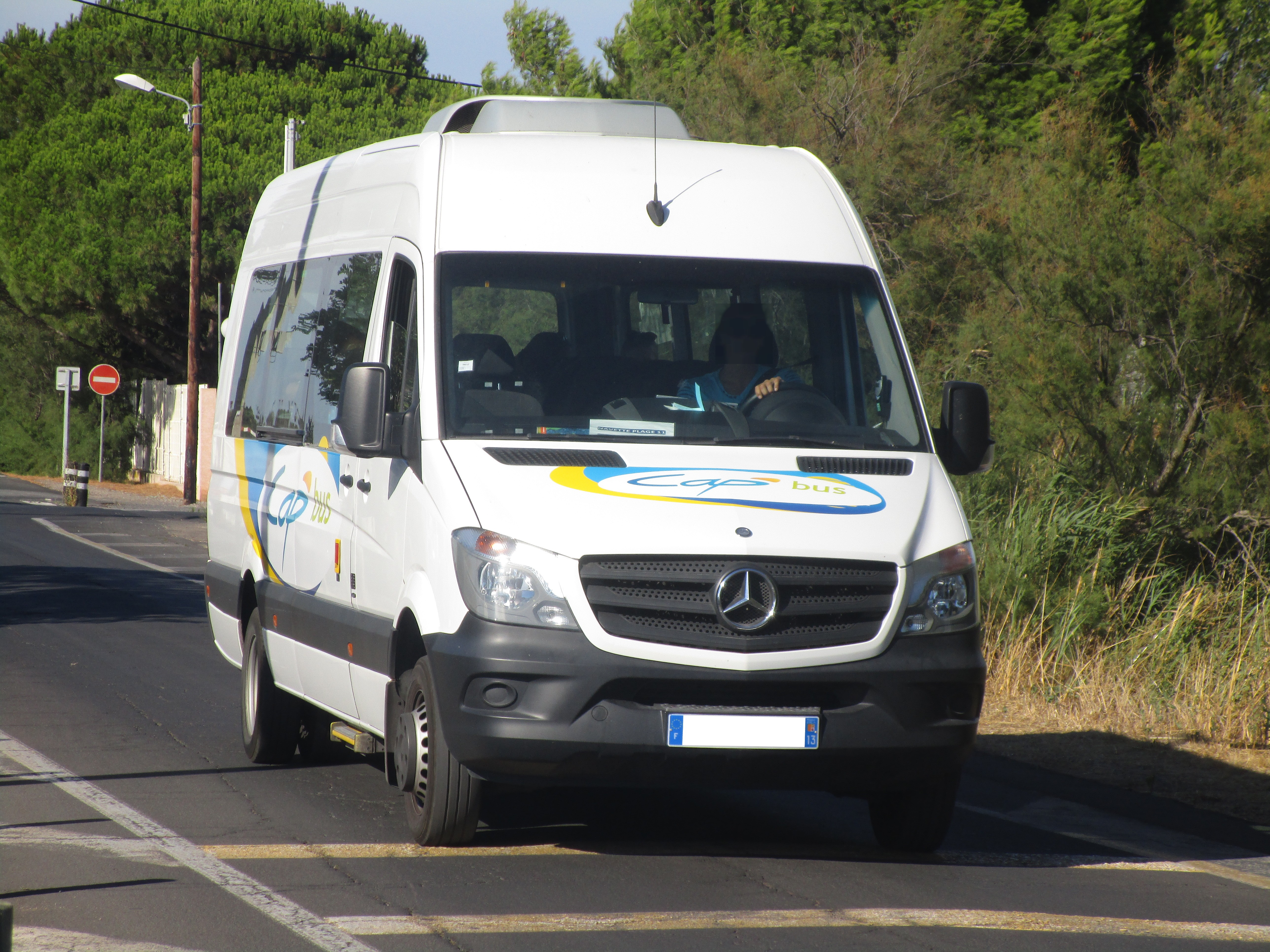
Sprinter Transfer

Der Sprinter Transfer stellt das Bindeglied zwischen dem Sprinter in der Ausstattung Tourer und den aufwändigeren Minibussen Travel und City dar. Seit dem Generationswechsel 2018 wird der Transfer 23 nur noch als Rechtslenker angeboten.
| Mercedes-Benz Sprinter Transfer 23                               | 12 | ~0 | ~5926 | ~1993 | ~2850 | ~3665 | ~3,5 t | OM 651 | ?   |
| Mercedes-Benz Sprinter Transfer 34                               | 14 | ~0 | 6961  | 1993  | 2850  | 4325  | 4,0 t  | OM 651 | 95  |
| Mercedes-Benz Sprinter Transfer 45                               | 19 | ~0 | 7361  | 1993  | 2920  | 4325  | 5,0 t  | OM 651 | 120 |
| Mercedes-Benz Sprinter Transfer 55                               | 22 | ~0 | 7681  | 1993  | 2920  | 4325  | ?      | OM 651 | 120 |
| Die mit „~“ gekennzeichneten Angaben sind hergeleitet/geschätzt. |    |    |       |       |       |       |        |        |     |

| Modelle W 907/W 910                | Fahrgastkapazität | Fahrgastkapazität | Abmessungen (mm) | Abmessungen (mm) | Abmessungen (mm) | Abmessungen (mm) | Zul. Gewicht | Motor  | Motor         |
| Modelle W 907/W 910                | Sitzplätze        | Rollstühle        | Länge            | Breite           | Höhe             | Radstand         | Zul. Gewicht | Typ    | Leistung (kW) |
| ---------------------------------- | ----------------- | ----------------- | ---------------- | ---------------- | ---------------- | ---------------- | ------------ | ------ | ------------- |
| Mercedes-Benz Sprinter Transfer 23 | 13                | –                 | 5932             | 2020             | 2790             | 3665             | 3,55 t       | OM 651 | 84 – 120      |
| Mercedes-Benz Sprinter Transfer 35 | 16 – 19           | –                 | 6967             | 2020             | 2790             | 4325             | 5,0 t        | OM 651 | 105 – 140     |
| Mercedes-Benz Sprinter Transfer 45 | 19 – 22           | 1                 | 7367             | 2020             | 2790             | 4325             | 5,0 t        | OM 651 | 105 – 140     |

### Sprinter Travel

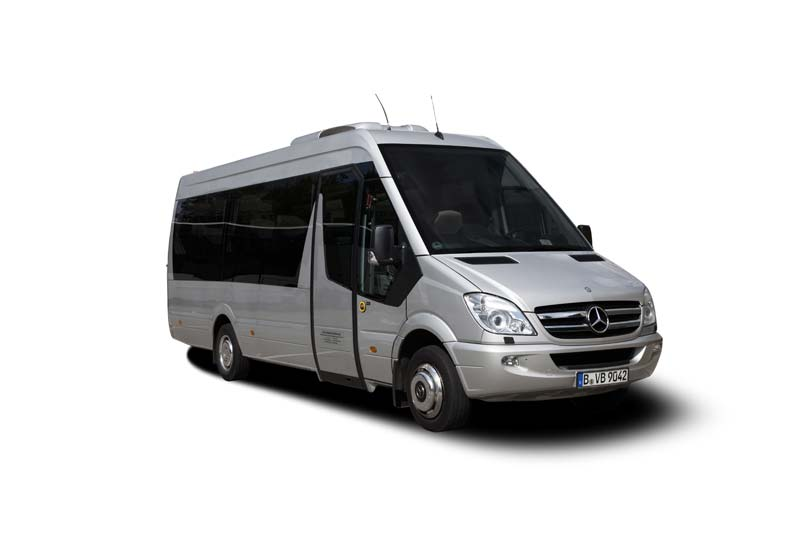
Sprinter Travel

Der Sprinter Travel ist vom Hersteller als Reisebus konzipiert. Seit dem Generationswechsel 2018 haben die Transfermodelle die Rolle der kleineren Travelmodelle und umgekehrt der neue Travel 75 die der größeren Transfermodelle übernommen. Der Sprinter Travel wird standardmäßig mit Automatikgetriebe geliefert.
| Modelle W 906                    | Sitzplätze | Abmessungen (mm) | Abmessungen (mm) | Abmessungen (mm) | Abmessungen (mm) | Zul. Gewicht | Motor  | Motor         |
| Modelle W 906                    | Sitzplätze | Länge            | Breite           | Höhe             | Radstand         | Zul. Gewicht | Typ    | Leistung (kW) |
| -------------------------------- | ---------- | ---------------- | ---------------- | ---------------- | ---------------- | ------------ | ------ | ------------- |
| Mercedes-Benz Sprinter Travel 45 | 16         | 7361             | 1993             | 2920             | 4325             | ?            | OM 651 | 120           |
| Mercedes-Benz Sprinter Travel 55 | 18         | 7681             | 1993             | 2900             | 4325             | ?            | OM 651 | 120           |
| Mercedes-Benz Sprinter Travel 65 | 19*        | 7716             | 1993             | 2900             | 4325             | 5,45 t       | OM 642 | 140           |

| Mercedes-Benz Sprinter Travel 75              | 19 – 22 * | 8486 | 2080 | 2920 | 5100 | 6,5 t | OM 642 | 140 |
| * Fahrgastkapazität inklusive Reiseleitersitz |           |      |      |      |      |       |        |     |

### Sprinter City

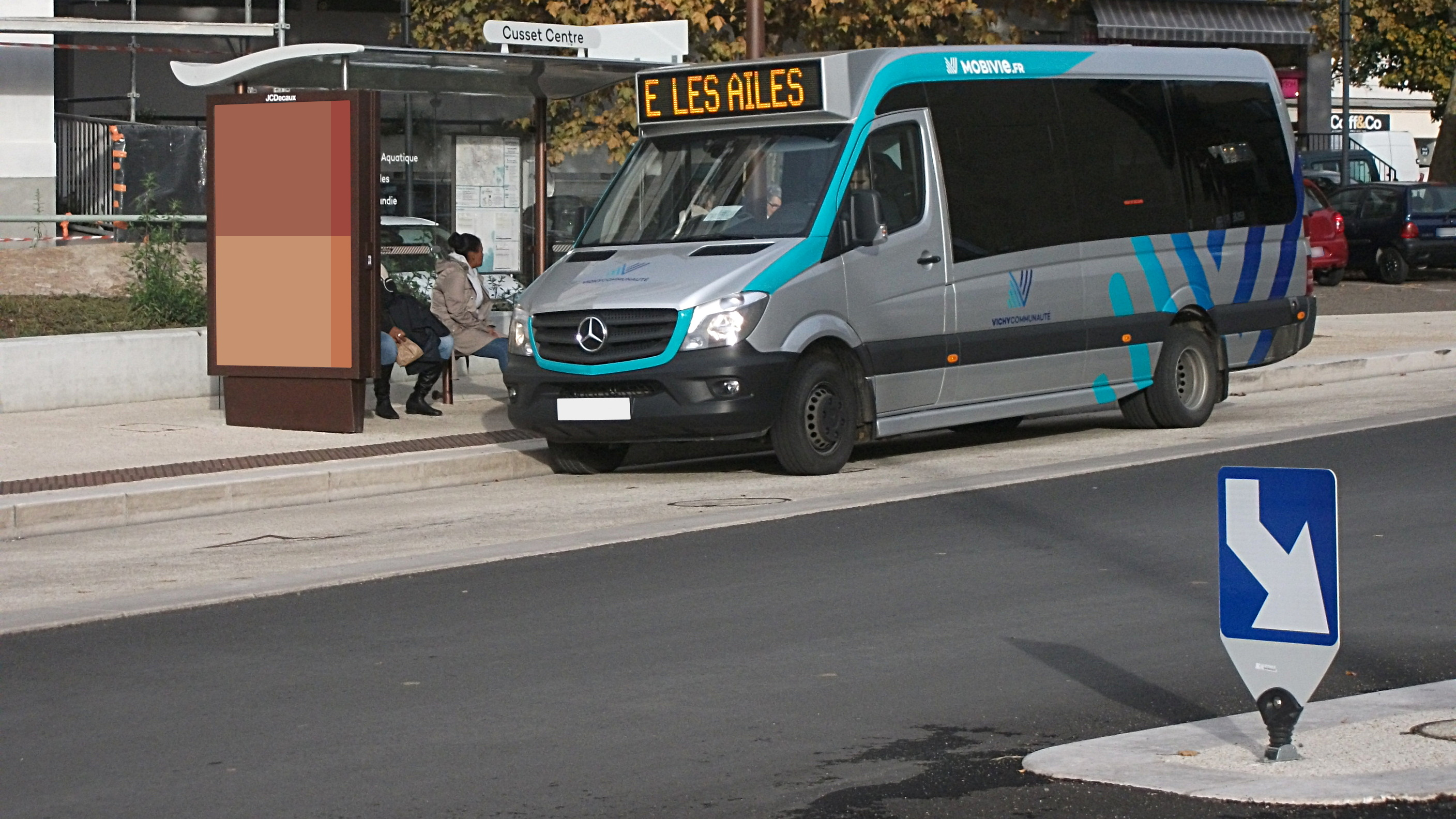
Sprinter City 65

Der Sprinter City ist ein kleiner Omnibus für den Einsatz im ÖPNV. Dementsprechend haben diese Modelle einen Niederflurbereich zwischen den Achsen, bei den größeren Modellen auch hinter der Hinterachse. Das früher lieferbare Topmodell City 77 hatte eine angetriebene hintere Tandemachse mit Einzelradaufhängung, die bei dem
auf der IAA 2018 in Hannover vorgestellten Nachfolger City 75 durch eine einfachere zwillingsbereifte Starrachse ersetzt wurde. Auf der Minibus Euro Test 2019 in Madrid wurde er von einer internationalen Jury zum „Minibus des Jahres“ gewählt. Anerkannt wurde das eigenständige Fahrzeugdesign.
| Modelle W 906                                                  | Fahrgastkapazität | Fahrgastkapazität | Fahrgastkapazität | Abmessungen (mm) | Abmessungen (mm) | Abmessungen (mm) | Abmessungen (mm) | Zul. Gewicht | Motor  | Motor         |
| Modelle W 906                                                  | Maximal           | Sitzplätze        | Rollstühle        | Länge            | Breite           | Höhe             | Radstand         | Zul. Gewicht | Typ    | Leistung (kW) |
| -------------------------------------------------------------- | ----------------- | ----------------- | ----------------- | ---------------- | ---------------- | ---------------- | ---------------- | ------------ | ------ | ------------- |
| Mercedes-Benz Sprinter City 35                                 | 22                | 10 + 3            | 1                 | 6961             | 1993             | 2885             | 4325             | 5,0 t        | OM 651 | 95            |
| Mercedes-Benz Sprinter City 65K                                | 30                | ?                 | ~1                | ~7016            | 1993             | ~2900            | 4325             | ~5,65 t      | OM 651 | ~120          |
| Mercedes-Benz Sprinter City 65                                 | 30                | 12 + 3            | 1                 | 7716             | 1993             | 2900             | 4325             | 5,65 t       | OM 651 | 120           |
| Mercedes-Benz Sprinter City 77                                 | 40                | 10 + 4            | 1 – 2             | 8716             | 1993             | 2900             | 4100 + 990       | 6,8 t        | OM 651 | 120           |
| Die mit „~“ gekennzeichneten Angaben sind errechnet/geschätzt. |                   |                   |                   |                  |                  |                  |                  |              |        |               |

| Modelle W 907                  | Fahrgastkapazität | Fahrgastkapazität | Fahrgastkapazität | Abmessungen (mm) | Abmessungen (mm) | Abmessungen (mm) | Abmessungen (mm) | Zul. Gewicht | Motor  | Motor         |
| Modelle W 907                  | Maximal           | Sitzplätze        | Rollstühle        | Länge            | Breite           | Höhe             | Radstand         | Zul. Gewicht | Typ    | Leistung (kW) |
| ------------------------------ | ----------------- | ----------------- | ----------------- | ---------------- | ---------------- | ---------------- | ---------------- | ------------ | ------ | ------------- |
| Mercedes-Benz Sprinter City 45 | 28                | 13 + 4            | 1                 | 7367             | 2020             | 2790 – 2850      | 4325             | 5,0 t        | OM 651 | 105 – 120     |
| Mercedes-Benz Sprinter City 75 | 38                | 12 + 7            | 2                 | 8486             | 2080             | 2860 – 2920      | 5100             | 6,8 t        | OM 651 | 120           |

### Sprinter Mobility
Der Sprinter Mobility ist ein Kleinbus, der für den Transport von Personen mit eingeschränkter Mobilität konzipiert ist.
| Mercedes-Benz Sprinter Mobility 23                             | 7 + 2 | ~4 | 5926 | 1993 | 2850 | 3665 | 3,5 t       | OM 651 | 120 |
| Mercedes-Benz Sprinter Mobility 33                             | ?     | ?  | 6961 | 1993 | ?    | 4325 | ~3,5 t      | OM 651 | ?   |
| Mercedes-Benz Sprinter Mobility 35                             | ?     | ?  | 6961 | 1993 | ?    | 4325 | 5,0 t       | OM 651 | ?   |
| Mercedes-Benz Sprinter Mobility 45                             | 15    | ~6 | 7361 | 1993 | 2920 | 4325 | 5,0 – 5,3 t | OM 651 | 120 |
| Die mit „~“ gekennzeichneten Angaben sind errechnet/geschätzt. |       |    |      |      |      |      |             |        |     |

| Modelle W 907                      | Fahrgastkapazität | Fahrgastkapazität | Abmessungen (mm) | Abmessungen (mm) | Abmessungen (mm) | Abmessungen (mm) | Zul. Gewicht | Motor  | Motor         |
| Modelle W 907                      | Sitzplätze        | Rollstühle        | Länge            | Breite           | Höhe             | Radstand         | Zul. Gewicht | Typ    | Leistung (kW) |
| ---------------------------------- | ----------------- | ----------------- | ---------------- | ---------------- | ---------------- | ---------------- | ------------ | ------ | ------------- |
| Mercedes-Benz Sprinter Mobility 23 | 8                 | 4                 | 5932             | 2020             | <2650 – 2850     | 3665             | 3,5 t        | OM 651 | 84 – 120      |
| Mercedes-Benz Sprinter Mobility 45 | 18                | 6                 | 7367             | 2020             | 2650 – 2850      | 4325             | 5,0 t        | OM 651 | 105 – 140     |

## VS30 seit 2018 (BR 907/910)

### Allgemeines
Die dritte Generation des Sprinter wurde am 6. Februar 2018 in Duisburg vorgestellt, die Auslieferung der ersten Fahrzeuge erfolgte im Juni 2018.
Die größeren Versionen des Sprinter haben unverändert Hinterradantrieb (interne Baureihenbezeichnung 907), erstmals wird der Sprinter aber für die kleineren Längen, Motorisierungen und Zuladungen auch mit Frontantrieb angeboten (interne Baureihenbezeichnung 910), der Ladeboden bei den geschlossenen Varianten ist dann um 80 mm niedriger.
Der Sprinter ist auf Wunsch mit Abstands-, Aufmerksamkeits-, Totwinkel- oder Einparkassistenten inklusive 360-Grad-Kamera erhältlich.

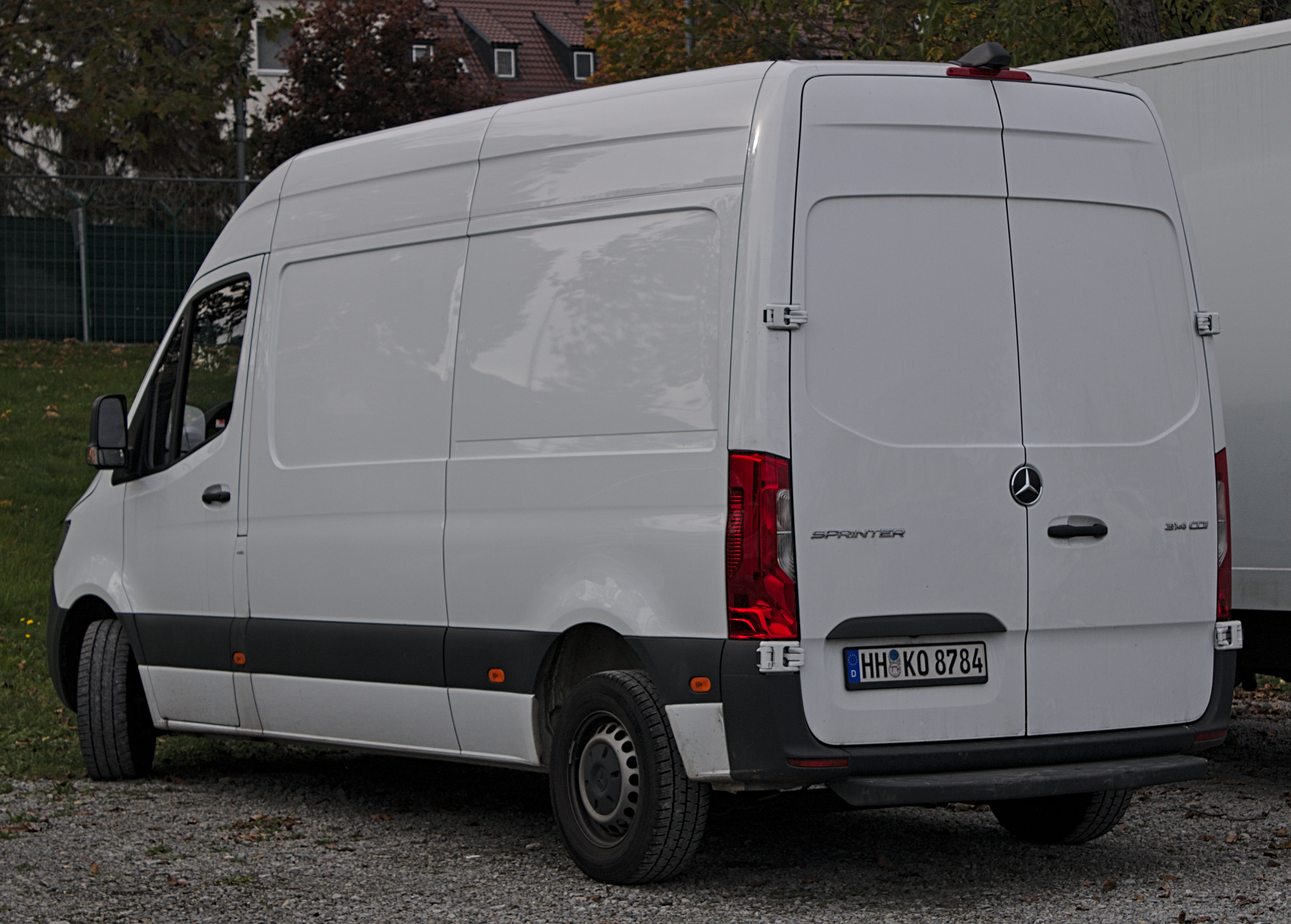
Heckansicht
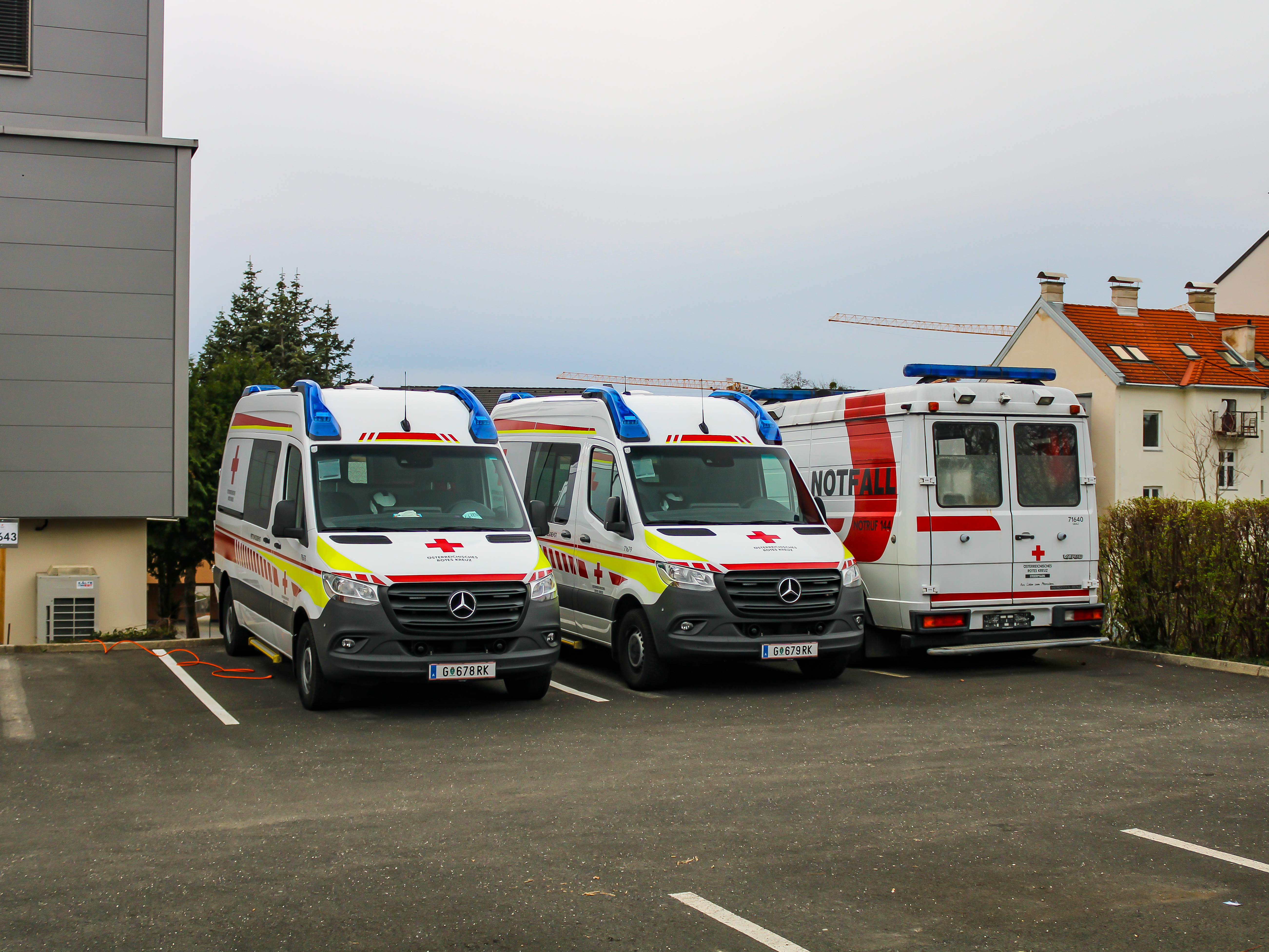
Mercedes-Sprinter als Rettungswagen vom Österreichischen Roten Kreuz
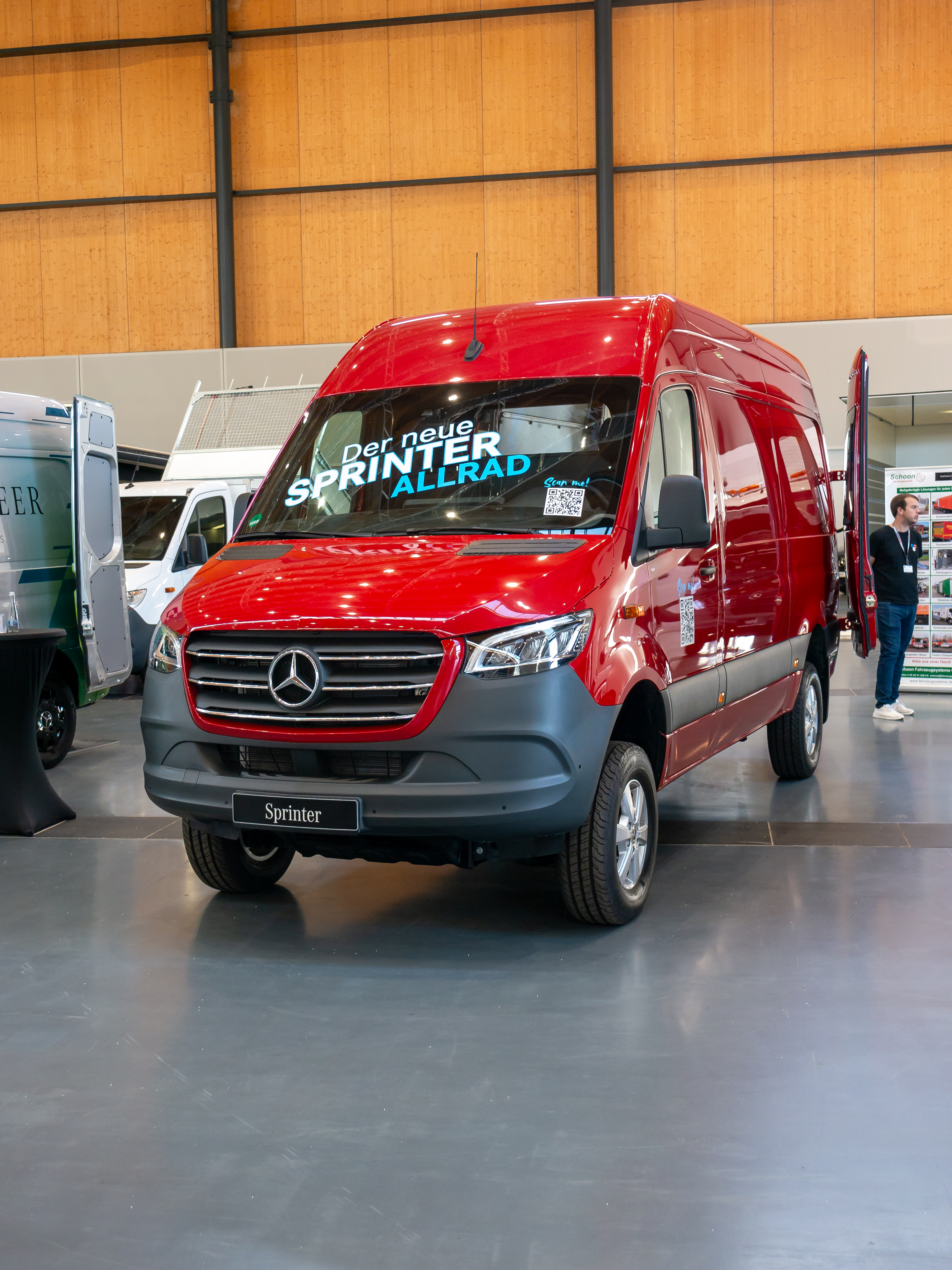
Allrad-Variante

### Motoren
| Modell                          | Motor- kenncode | Zylinder | Hubraum  | Leistung                     | Drehmoment               | Bauzeit   |
| ------------------------------- | --------------- | -------- | -------- | ---------------------------- | ------------------------ | --------- |
| Dieselmotoren                   |                 |          |          |                              |                          |           |
| 211 CDI/311 CDI/411 CDI/511 CDI | OM 651 DE 22 LA | Reihe 4  | 2143 cm³ | 84 kW (114 PS) bei 3800/min  | 300 Nm bei 1200–2200/min | 2018–2021 |
| 214 CDI/314 CDI/414 CDI/514 CDI | OM 651 DE 22 LA | Reihe 4  | 2143 cm³ | 105 kW (143 PS) bei 3800/min | 330 Nm bei 1200–2400/min | 2018–2021 |
| 215 CDI/315 CDI/415 CDI/515 CDI | OM 654 DE 20 LA | Reihe 4  | 1950 cm³ | 110 kW (150 PS) bei 3800/min | 340 Nm bei 1500-2400/min | seit 2021 |
| 216 CDI/316 CDI/416 CDI/516 CDI | OM 651 DE 22 LA | Reihe 4  | 2143 cm³ | 120 kW (163 PS) bei 3800/min | 380 Nm bei 1400–2400/min | 2018–2021 |
| 217 CDI/317 CDI/417 CDI/517 CDI | OM 654 DE 20 LA | Reihe 4  | 1950 cm³ | 125 kW (170 PS) bei 3800/min | 380 Nm [400 Nm]          | seit 2021 |
| 219 CDI/319 CDI/419 CDI/519 CDI | OM 642 DE 30 LA | V 6, 72° | 2987 cm³ | 140 kW (190 PS) bei 3800/min | 440 Nm bei 1400–2400/min | 2018–2021 |
| 219 CDI/319 CDI/419 CDI/519 CDI | OM 654 DE 20 LA | Reihe 4  | 1950 cm³ | 140 kW (190 PS)              | 450 Nm                   | seit 2021 |
| eSprinter                       | M 780           | —        | —        | 85 kW (116 PS)               | 295 Nm                   | 2020–2023 |
| eSprinter                       |                 | —        | —        | 100 kW (136 PS)              |                          | seit 2023 |
| eSprinter                       |                 | —        | —        | 150 kW (204 PS)              | 400 Nm                   | seit 2023 |

### eSprinter

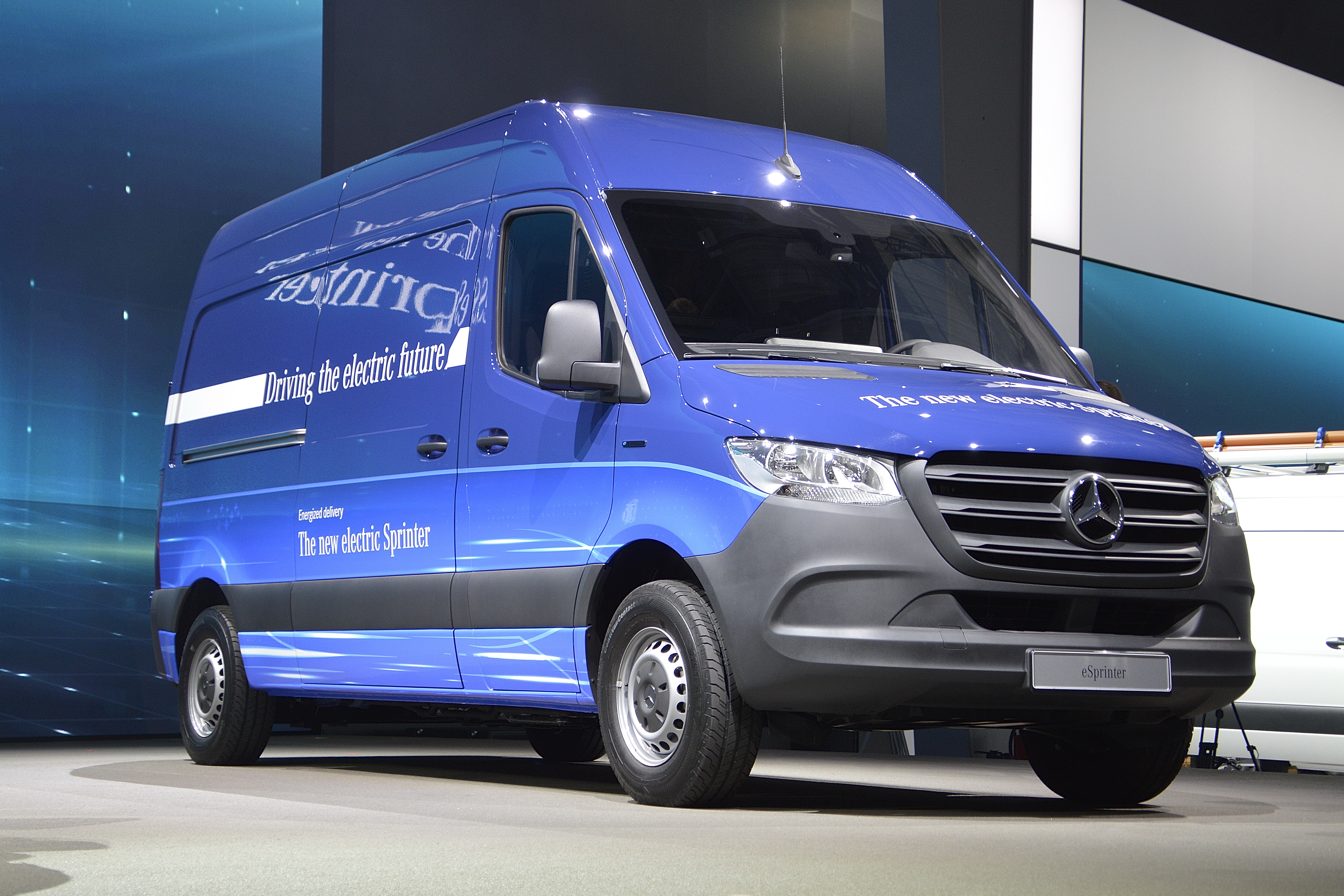
Mercedes-Benz electric Sprinter Vormodell 2018

Unter dem Namen eSprinter wird seit Mai 2020 ein Modell mit Elektroantrieb angeboten (s. a. Elektrolastkraftwagen). Der Kastenwagen hat ein Hochdach und ein zulässiges Gesamtgewicht von 3500 kg sowie ein maximales Ladevolumen von 11 m³. Der Elektromotor treibt die Vorderräder an und leistet mit 85 kW etwas mehr als der kleinste Dieselmotor und kann ein Drehmoment von bis zu 295 Newtonmeter abgeben.
Die Batterie mit 55 kWh ermöglicht bei maximaler Beladung von 891 kg eine Reichweite von 168 Kilometern (NEFZ). Die zweite Variante hat 41 kWh und eine Reichweite von 120 km (NEFZ). Diese Variante hat nur drei der sonst vier Batterieeinheiten, liegt aber mit 1045 kg Nutzlast fast auf dem Niveau des konventionell angetriebenen Sprinters. In beiden Varianten sind die Batterien unter dem Ladeboden eingebaut, es können wie bei den Modellen mit Verbrennungsmotor 11 m³ geladen werden.
Die serienmäßige Lademöglichkeit mit Wechselstrom kann auf Wunsch durch eine Schnelllademöglichkeit mit Gleichstrom ersetzt werden. Mit dieser können die Akkus der größeren Batterievariante bei einer maximalen Ladeleistung von 80 kW in 25 Minuten bis 80 Prozent geladen werden.
Mit überarbeitetem Motor und größerem Akku wurde der eSprinter im Februar 2023 vorgestellt.

## Besonderheiten im nordamerikanischen Markt

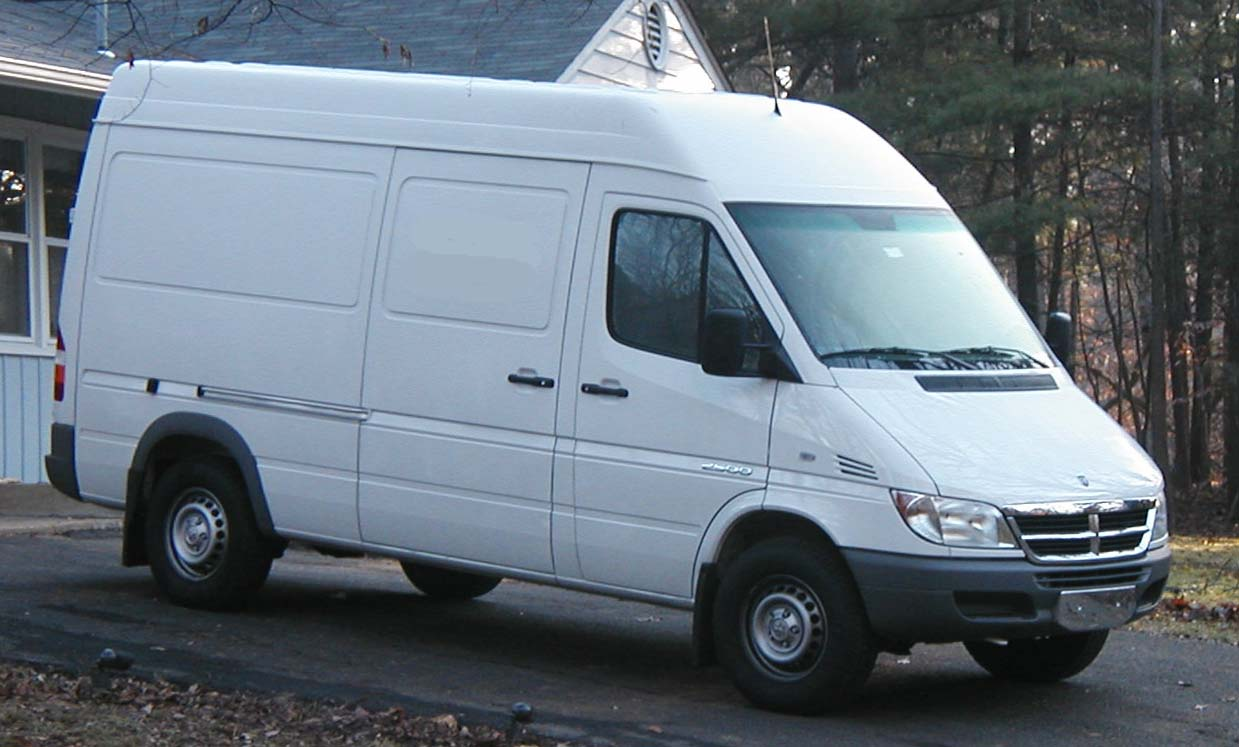
Dodge Sprinter (1. Baureihe)

Im nordamerikanischen Markt (NAFTA) wurde der Sprinter anfänglich nicht unter der Marke Mercedes-Benz vertrieben. Die Einführung erfolgte 2001 als Freightliner Sprinter sowie ab 2004 zusätzlich als Dodge Sprinter. Freightliner gehört seit 1981 zu Daimler (jetzt Mercedes-Benz Group), Dodge gehörte über Chrysler von 1998 bis 2007 zum Konzern. Nach der Trennung von Daimler vertrieb Dodge den Sprinter noch bis Ende 2009, ab Anfang 2010 wurde er sowohl als Mercedes-Benz Sprinter als auch als Freightliner Sprinter angeboten, bis der Vertrieb über Freightliner eingestellt wurde. Das Fahrzeug wird jetzt nur noch über Mercedes-Benz USA vertrieben.
Anfangs wurden die Transporter (nicht aber die Personenbusse) vor der Verschiffung zerlegt und in North Charleston, South Carolina wieder montiert (SKD). Ursache war die sogenannte chicken tax, ein Zoll auf den Import von Kleinlastwagen in die USA, der im Januar 1964 als Reaktion auf einen europäischen Zoll auf den Import von Hühnern aus den USA eingeführt wurde. Nach der Erweiterung des Werks werden die Sprinter seit September 2018 jedoch komplett dort gefertigt.
Der Vito (in den USA Metris) wird bis auf Weiteres noch SKD-montiert.

## Der Sprinter 4×4 im sportlichen Einsatz

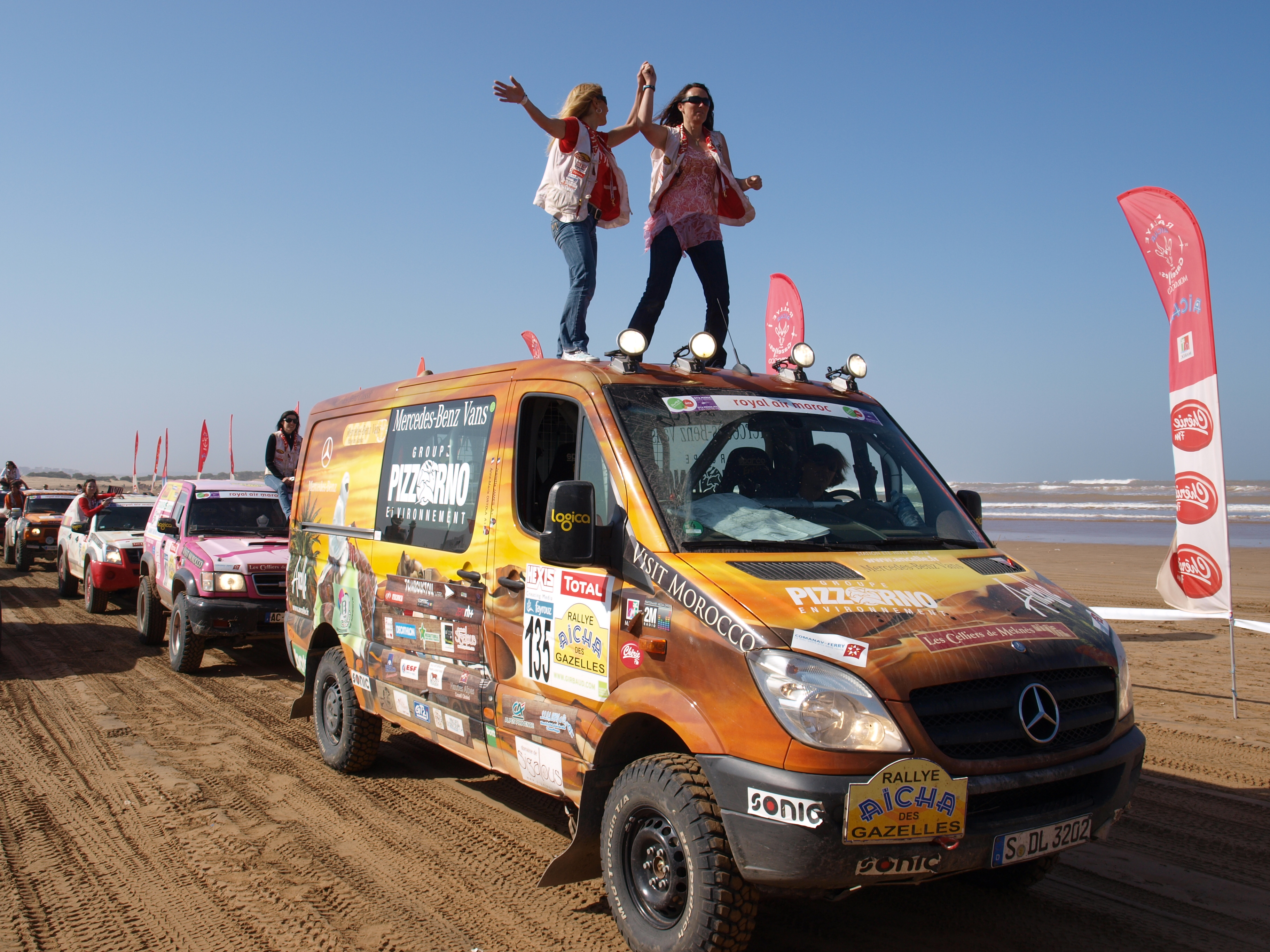
Sprinter auf der Ziellinie in Essaouira

- 2009: Als Service-Fahrzeug bei der Rallye Dakar eingesetzt.
- 2010: Teilnahme bei der Rallye Aïcha des Gazelles in der 4×4-Kategorie. Der bis auf Überrollbügel und Sandreifen serienmäßige Sprinter, gesteuert von den Vorjahresgewinnerinnen in der SUV-Kategorie Jeanette James und Anne-Marie Ortola auf Mercedes-Benz Viano, trat hier gegen die echten Geländewagen an und erzielte Platz 19 unter 100 Teilnehmern. Ein zweiter Sprinter wurde bei der Rallye als Service-Fahrzeug eingesetzt.